# Llista de topònims de Vilanova i la Geltrú
Llista de topònims (noms propis de lloc) del municipi de Vilanova i la Geltrú, al Garraf
Informació actualitzada per un bot. Els canvis manuals es perdran quan s'actualitzi!

## barri
| imatge | Nom                           | Ubicat a             | instància de             | Detalls                     | coordenades                                                            | Protecció                                  | Commons (més fotos)           | Dades a WD                    |
| ------ | ----------------------------- | -------------------- | ------------------------ | --------------------------- | ---------------------------------------------------------------------- | ------------------------------------------ | ----------------------------- | ----------------------------- |
|        | Façana de Mar                 | Vilanova i la Geltrú | barri                    |                             | 41° 12′ 58″ N, 1° 43′ 47″ E / 41.216111111111°N,1.7297222222222°E      | bé cultural d'interès local                | Nucli històric Façana de Mar  | Modifica les dades a Wikidata |
|        | Habitatges Marquès            | Vilanova i la Geltrú | barri                    |                             | 41° 13′ 28″ N, 1° 43′ 57″ E / 41.224444444444°N,1.7325°E               | bé cultural d'interès local                | Habitatges Marquès            | Modifica les dades a Wikidata |
|        | Turó de Sant Cristòfol        | Vilanova i la Geltrú | barri conjunt d'edificis |                             | 41° 13′ 03″ N, 1° 44′ 17″ E / 41.2175°N,1.7380555555556°E              | bé cultural d'interès local                | Turó de Sant Cristòfol        | Modifica les dades a Wikidata |
|        | Vilanova antiga i el Palmerar | Vilanova i la Geltrú | barri                    |                             | 41° 13′ 37″ N, 1° 43′ 30″ E / 41.227°N,1.725°E                         | bé cultural d'interès local                | Vilanova antiga i el Palmerar | Modifica les dades a Wikidata |
|        | barri del Palmerar            | Vilanova i la Geltrú | barri                    | Estil: arquitectura popular | 41° 13′ 38″ N, 1° 43′ 36″ E / 41.22721°N,1.726699°E                    | bé integrant del patrimoni cultural català | Barri del Palmerar            | Modifica les dades a Wikidata |
|        | el Prat de Vilanova           | Vilanova i la Geltrú | barri                    |                             | 41° 12′ 17″ N, 1° 41′ 05″ E / 41.20476386078925°N,1.6846740245819092°E |                                            |                               | Modifica les dades a Wikidata |

## cabana
| imatge | Nom                 | Ubicat a                      | instància de | Detalls | coordenades                                                         | Protecció | Commons (més fotos) | Dades a WD                    |
| ------ | ------------------- | ----------------------------- | ------------ | ------- | ------------------------------------------------------------------- | --------- | ------------------- | ----------------------------- |
|        | barraca del Cigarro | Vilanova i la Geltrú          | cabana       |         | 41° 14′ 40″ N, 1° 40′ 23″ E / 41.2445601960052°N,1.6730897328492°E  |           |                     | Modifica les dades a Wikidata |
|        | corral d'en Cendres | Vilanova i la Geltrú          | cabana       |         | 41° 12′ 56″ N, 1° 42′ 32″ E / 41.2155047064155°N,1.70899868050658°E |           |                     | Modifica les dades a Wikidata |
|        | corral d'en Tort    | Cubelles Vilanova i la Geltrú | cabana       |         | 41° 13′ 38″ N, 1° 40′ 29″ E / 41.2272560432412°N,1.67459699732624°E |           |                     | Modifica les dades a Wikidata |

## cap
| imatge | Nom                   | Ubicat a             | instància de | Detalls | coordenades                                                            | Protecció | Commons (més fotos) | Dades a WD                    |
| ------ | --------------------- | -------------------- | ------------ | ------- | ---------------------------------------------------------------------- | --------- | ------------------- | ----------------------------- |
|        | punta Mabrera         | Vilanova i la Geltrú | cap          |         | 41° 13′ 05″ N, 1° 44′ 36″ E / 41.21791981422846°N,1.7432534694671633°E |           | Punta Mabrera       | Modifica les dades a Wikidata |
|        | punta de Sant Gervasi | Vilanova i la Geltrú | cap          |         | 41° 12′ 38″ N, 1° 42′ 50″ E / 41.210459°N,1.713814°E                   |           |                     | Modifica les dades a Wikidata |

## carrer
| imatge | Nom                                              | Ubicat a             | instància de                      | Detalls                              | coordenades                                                       | Protecció                                  | Commons (més fotos)                      | Dades a WD                    |
| ------ | ------------------------------------------------ | -------------------- | --------------------------------- | ------------------------------------ | ----------------------------------------------------------------- | ------------------------------------------ | ---------------------------------------- | ----------------------------- |
|        | Carrer del Doctor Zamenhof, Vilanova i la Geltrú | Vilanova i la Geltrú | carrer objecte Zamenhof-Esperanto | Anomenat per: Ludwik Lejzer Zamenhof | 41° 13′ 29″ N, 1° 42′ 31″ E / 41.224727°N,1.708508°E              |                                            |                                          | Modifica les dades a Wikidata |
|        | Rambla Principal                                 | Vilanova i la Geltrú | carrer                            |                                      | 41° 13′ 25″ N, 1° 43′ 30″ E / 41.223516°N,1.725134°E              | bé cultural d'interès local                | Rambla Principal (Vilanova i la Geltrú)  | Modifica les dades a Wikidata |
|        | carrer de Pàdua                                  | Vilanova i la Geltrú | carrer                            | Estil: arquitectura popular          | 41° 13′ 35″ N, 1° 43′ 36″ E / 41.226388888889°N,1.7266666666667°E | bé integrant del patrimoni cultural català | Carrer de Pàdua (Vilanova i la Geltrú)   | Modifica les dades a Wikidata |
|        | carrer de l'Aigua                                | Vilanova i la Geltrú | carrer                            | Estil: arquitectura popular          | 41° 13′ 23″ N, 1° 42′ 58″ E / 41.223168°N,1.716143°E              | bé integrant del patrimoni cultural català | Carrer de l'Aigua (Vilanova i la Geltrú) | Modifica les dades a Wikidata |

## casa
| imatge | Nom                                      | Ubicat a             | instància de | Detalls                                                                                                | coordenades                                                                                   | Protecció                                  | Commons (més fotos)                               | Dades a WD                    |
| ------ | ---------------------------------------- | -------------------- | ------------ | --- | --------------------------------------------------------------------------------------------- | ------------------------------------------ | ------------------------------------------------- | ----------------------------- |
|        | Ca l'Artigas                             | Vilanova i la Geltrú | casa         | Estil: modernisme català arquitectura modernista                                                       | 41° 13′ 18″ N, 1° 43′ 39″ E / 41.221662°N,1.72756°E ca:Carrer de la Llibertat, 37             | bé cultural d'interès local                | Ca l'Artigas                                      | Modifica les dades a Wikidata |
|        | Cal Baró de Canyelles                    | Vilanova i la Geltrú | casa         | Estil: arquitectura popular                                                                            | 41° 13′ 34″ N, 1° 43′ 40″ E / 41.226102°N,1.72764°E ca:Plaça del Sagrat Cor, 1                | bé cultural d'interès local                | Cal Baró de Canyelles                             | Modifica les dades a Wikidata |
|        | Cal Terzi                                | Vilanova i la Geltrú | casa         | | 41° 13′ 10″ N, 1° 43′ 39″ E / 41.219444444444°N,1.7275°E                                      | bé cultural d'interès local                | Cal Terzi                                         | Modifica les dades a Wikidata |
|        | Can Castany                              | Vilanova i la Geltrú | casa         | Estil: noucentisme                                                                                     | 41° 12′ 54″ N, 1° 43′ 34″ E / 41.214967°N,1.726085°E                                          | bé cultural d'interès local                | Can Castany                                       | Modifica les dades a Wikidata |
|        | Can Coloma                               | Vilanova i la Geltrú | casa         | Estil: barroc                                                                                          | 41° 13′ 36″ N, 1° 43′ 30″ E / 41.2267°N,1.72509°E                                             | bé cultural d'interès local                | Can Coloma (Vilanova i la Geltrú)                 | Modifica les dades a Wikidata |
|        | Can Ferrer Pi                            | Vilanova i la Geltrú | casa         | Estil: arquitectura popular                                                                            | 41° 13′ 38″ N, 1° 43′ 34″ E / 41.2272°N,1.7262°E                                              | bé integrant del patrimoni cultural català | Can Ferrer Pi                                     | Modifica les dades a Wikidata |
|        | Can Font                                 | Vilanova i la Geltrú | casa         | Estil: arquitectura neoclàssica                                                                        | 41° 13′ 37″ N, 1° 43′ 35″ E / 41.226931°N,1.726467°E                                          | bé cultural d'interès local                | Can Font (Vilanova i la Geltrú)                   | Modifica les dades a Wikidata |
|        | Can Freixedes                            | Vilanova i la Geltrú | casa         | Estil: arquitectura eclèctica                                                                          | 41° 13′ 38″ N, 1° 43′ 32″ E / 41.227199°N,1.725663°E ca:Sant Antoni, 13                       | bé cultural d'interès local                | Can Freixedes                                     | Modifica les dades a Wikidata |
|        | Can Gener                                | Vilanova i la Geltrú | casa         | Arquitecte: Ubald Iranzo i Eiras Estil: modernisme català arquitectura modernista                      | 41° 13′ 19″ N, 1° 43′ 33″ E / 41.221966°N,1.725899°E ca:Rambla Principal, 104                 | bé cultural d'interès local                | Can Gener (Vilanova i la Geltrú)                  | Modifica les dades a Wikidata |
|        | Can Jenar Ferrer                         | Vilanova i la Geltrú | casa         | | 41° 13′ 33″ N, 1° 43′ 32″ E / 41.2258°N,1.72568°E                                             | bé cultural d'interès local                | Can Gregori Ferrer i Soler                        | Modifica les dades a Wikidata |
|        | Can Joan Olivella                        | Vilanova i la Geltrú | casa         | Arquitecte: Gaietà Miret i Raventós Estil: modernisme català arquitectura modernista                   | 41° 13′ 35″ N, 1° 43′ 33″ E / 41.2265°N,1.72583°E ca:Plaça de les Cols, 12                    | bé cultural d'interès local                | Can Joan Olivella                                 | Modifica les dades a Wikidata |
|        | Can Josep Vinyals                        | Vilanova i la Geltrú | casa         | | 41° 13′ 31″ N, 1° 43′ 39″ E / 41.2254°N,1.72752°E                                             | bé cultural d'interès local                | Can Josep Vinyals                                 | Modifica les dades a Wikidata |
|        | Can Junqué i Escofet                     | Vilanova i la Geltrú | casa         | Arquitecte: Josep Salvany Juncosa Estil: arquitectura neoclàssica 1868                                 | 41° 13′ 30″ N, 1° 43′ 35″ E / 41.224983°N,1.726267°E ca:Pl. dels Cotxes, 3                    | bé cultural d'interès local                | Col·legi de les Puríssimes (Vilanova i la Geltrú) | Modifica les dades a Wikidata |
|        | Can Magrinyà                             | Vilanova i la Geltrú | casa         | Arquitecte: Josep Maria Miró i Guibernau Estil: modernisme català                                      | 41° 13′ 18″ N, 1° 43′ 34″ E / 41.221576°N,1.726094°E ca:Rambla Principal, 114-116             | bé cultural d'interès local                | Can Magrinyà                                      | Modifica les dades a Wikidata |
|        | Can Manuel Olivella                      | Vilanova i la Geltrú | casa         | | 41° 13′ 27″ N, 1° 43′ 32″ E / 41.2243°N,1.72549°E                                             | bé cultural d'interès local                | Can Manuel Olivella                               | Modifica les dades a Wikidata |
|        | Can Panxo Ferrer                         | Vilanova i la Geltrú | casa         | Estil: arquitectura eclèctica                                                                          | 41° 13′ 31″ N, 1° 43′ 27″ E / 41.225276°N,1.72403°E                                           | bé cultural d'interès local                | Can Panxo Ferrer                                  | Modifica les dades a Wikidata |
|        | Can Puig de Galup                        | Vilanova i la Geltrú | casa         | Estil: arquitectura neoclàssica                                                                        | 41° 13′ 31″ N, 1° 43′ 30″ E / 41.225277°N,1.724971°E                                          | bé cultural d'interès local                | Can Puig de Galup                                 | Modifica les dades a Wikidata |
|        | Can Ramona i Maynés                      | Vilanova i la Geltrú | casa         | | 41° 13′ 30″ N, 1° 43′ 34″ E / 41.224921°N,1.725996°E                                          | bé cultural d'interès local                | Can Ramona i Maynés                               | Modifica les dades a Wikidata |
|        | Can Ricart                               | Vilanova i la Geltrú | casa         | Arquitecte: Josep Font i Gumà Estil: arquitectura modernista                                           | 41° 13′ 31″ N, 1° 43′ 28″ E / 41.225349°N,1.724569°E ca:Carrer Sant Joan, 37                  | bé cultural d'interès local                | Can Ricart (Vilanova i la Geltrú)                 | Modifica les dades a Wikidata |
|        | Can Roig                                 | Vilanova i la Geltrú | casa         | Estil: arquitectura eclèctica                                                                          | 41° 13′ 31″ N, 1° 43′ 33″ E / 41.225381°N,1.725794°E                                          | bé cultural d'interès local                | Can Roig (Vilanova i la Geltrú)                   | Modifica les dades a Wikidata |
|        | Can Sales i Vidal                        | Vilanova i la Geltrú | casa         | Estil: arquitectura eclèctica                                                                          | 41° 13′ 29″ N, 1° 43′ 34″ E / 41.224836°N,1.726043°E                                          | bé cultural d'interès local                | Can Sales i Vidal                                 | Modifica les dades a Wikidata |
|        | Can Samà                                 | Vilanova i la Geltrú | casa         | | 41° 13′ 39″ N, 1° 43′ 25″ E / 41.2274°N,1.72358°E                                             | bé cultural d'interès local                | Can Samà                                          | Modifica les dades a Wikidata |
|        | Can Sebastià Soler                       | Vilanova i la Geltrú | casa         | Arquitecte: Josep Maria Miró i Guibernau Estil: modernisme català arquitectura modernista 20th century | 41° 13′ 09″ N, 1° 43′ 38″ E / 41.219296°N,1.727358°E ca:Rambla de la Pau, 48                  | bé cultural d'interès local                | Can Sebastià Soler                                | Modifica les dades a Wikidata |
|        | Can Vidal i Mascaró                      | Vilanova i la Geltrú | casa         | Estil: arquitectura popular                                                                            | 41° 13′ 29″ N, 1° 43′ 34″ E / 41.224847°N,1.726213°E                                          | bé cultural d'interès local                | Can Vidal i Mascaró                               | Modifica les dades a Wikidata |
|        | Casa Antoni Amela                        | Vilanova i la Geltrú | casa         | | 41° 13′ 37″ N, 1° 43′ 37″ E / 41.226944444444°N,1.7269444444444°E                             | bé cultural d'interès local                | Casa Antoni Amela                                 | Modifica les dades a Wikidata |
|        | Casa Arenas                              | Vilanova i la Geltrú | casa         | 1979                                                                                                   | 41° 12′ 58″ N, 1° 43′ 25″ E / 41.216139°N,1.723617°E ca:C. de Marcel·lina Jacas, 20 6 msnm    | bé integrant del patrimoni cultural català | Casa Arenas (Vilanova i la Geltrú)                | Modifica les dades a Wikidata |
|        | Casa Ballester i Domingo                 | Vilanova i la Geltrú | casa         | | 41° 13′ 29″ N, 1° 43′ 30″ E / 41.224665°N,1.725061°E                                          | bé cultural d'interès local                | Casa Ballester i Domingo                          | Modifica les dades a Wikidata |
|        | Casa Benach                              | Vilanova i la Geltrú | casa         | | 41° 13′ 47″ N, 1° 43′ 55″ E / 41.22972222222222°N,1.7319444444444445°E                        | bé cultural d'interès local                | Casa Benach                                       | Modifica les dades a Wikidata |
|        | Casa Boix                                | Vilanova i la Geltrú | casa         | Estil: arquitectura eclèctica 19th century                                                             | 41° 13′ 31″ N, 1° 43′ 33″ E / 41.225295°N,1.725864°E ca:C. Caputxins, 29 18 msnm              | bé cultural d'interès local                | Casa Boix                                         | Modifica les dades a Wikidata |
|        | Casa Bultó                               | Vilanova i la Geltrú | casa         | Estil: arquitectura eclèctica                                                                          | 41° 13′ 32″ N, 1° 43′ 30″ E / 41.2255°N,1.72508°E                                             | bé cultural d'interès local                | Can Font i Gumà                                   | Modifica les dades a Wikidata |
|        | Casa Carreras i Girona                   | Vilanova i la Geltrú | casa         | | 41° 13′ 29″ N, 1° 43′ 31″ E / 41.224722222222°N,1.7252777777778°E                             | bé cultural d'interès local                | Casa Carreras i Girona                            | Modifica les dades a Wikidata |
|        | Casa Escofet                             | Vilanova i la Geltrú | casa         | | 41° 13′ 34″ N, 1° 43′ 29″ E / 41.226247°N,1.724766°E ca:Sant Gregori, 9                       | bé cultural d'interès local                | Casa Escofet                                      | Modifica les dades a Wikidata |
|        | Casa Ferran López                        | Vilanova i la Geltrú | casa         | Estil: arquitectura popular                                                                            | 41° 13′ 32″ N, 1° 43′ 29″ E / 41.225555555556°N,1.7247222222222°E                             | bé integrant del patrimoni cultural català | Casa Ferran López (Vilanova i la Geltrú)          | Modifica les dades a Wikidata |
|        | Casa Ferrer i Riba                       | Vilanova i la Geltrú | casa         | | 41° 13′ 21″ N, 1° 43′ 32″ E / 41.222413°N,1.725607°E                                          | bé cultural d'interès local                | Casa Ferrer i Riba                                | Modifica les dades a Wikidata |
|        | Casa Florenci Sala                       | Vilanova i la Geltrú | casa         | Estil: arquitectura modernista                                                                         | 41° 13′ 19″ N, 1° 43′ 41″ E / 41.221909°N,1.728184°E                                          | bé cultural d'interès local                | Casa Florenci Sala                                | Modifica les dades a Wikidata |
|        | Casa Galceran                            | Vilanova i la Geltrú | casa         | Estil: noucentisme                                                                                     | 41° 13′ 35″ N, 1° 43′ 32″ E / 41.226388888889°N,1.7255555555556°E ca:Plaça de les Cols, 14-15 | bé cultural d'interès local                | Casa Galceran                                     | Modifica les dades a Wikidata |
|        | Casa Germanes Poch                       | Vilanova i la Geltrú | casa         | | 41° 13′ 34″ N, 1° 43′ 40″ E / 41.226111111111°N,1.7277777777778°E                             | bé cultural d'interès local                | Casa Germanes Poch (Vilanova i la Geltrú)         | Modifica les dades a Wikidata |
|        | Casa Girón Solé                          | Vilanova i la Geltrú | casa         | Arquitecte: Gaietà Miret i Raventós Estil: arquitectura modernista 1915                                | 41° 13′ 28″ N, 1° 43′ 28″ E / 41.224361°N,1.724575°E ca:Rambla Principal, 38                  |                                            |                                                   | Modifica les dades a Wikidata |
|        | Casa Ignasi Font                         | Vilanova i la Geltrú | casa         | Estil: Romanticisme                                                                                    | 41° 13′ 38″ N, 1° 43′ 34″ E / 41.2272°N,1.72612°E ca:Sant Antoni, 5-7                         | bé cultural d'interès local                | Casa Ignasi Font                                  | Modifica les dades a Wikidata |
|        | Casa Joan Nicolàs                        | Vilanova i la Geltrú | casa         | Estil: arquitectura popular                                                                            | 41° 13′ 36″ N, 1° 43′ 42″ E / 41.226666666667°N,1.7283333333333°E                             | bé cultural d'interès local                | Casa Joan Nicolàs                                 | Modifica les dades a Wikidata |
|        | Casa Joaquím Sadurní                     | Vilanova i la Geltrú | casa         | | 41° 13′ 39″ N, 1° 43′ 27″ E / 41.2275°N,1.7241666666667°E                                     | bé cultural d'interès local                | Casa Joaquím Sadurní                              | Modifica les dades a Wikidata |
|        | Casa Josep Alonso                        | Vilanova i la Geltrú | casa         | | 41° 13′ 31″ N, 1° 43′ 43″ E / 41.225277777778°N,1.7286111111111°E                             | bé cultural d'interès local                | Casa Josep Alonso                                 | Modifica les dades a Wikidata |
|        | Casa Josep Ferrer i Vidal                | Vilanova i la Geltrú | casa         | | 41° 13′ 32″ N, 1° 43′ 20″ E / 41.225481°N,1.722361°E                                          | bé cultural d'interès local                | Casa Josep Ferrer i Vidal                         | Modifica les dades a Wikidata |
|        | Casa Josep Giralt                        | Vilanova i la Geltrú | casa         | | 41° 13′ 36″ N, 1° 43′ 39″ E / 41.226666666667°N,1.7275°E                                      | bé cultural d'interès local                | Casa Josep Giralt (Vilanova i la Geltrú)          | Modifica les dades a Wikidata |
|        | Casa Maristany                           | Vilanova i la Geltrú | casa         | | 41° 13′ 32″ N, 1° 43′ 22″ E / 41.225601°N,1.722722°E                                          | bé cultural d'interès local                | Casa Maristany                                    | Modifica les dades a Wikidata |
|        | Casa Marquès de Castrofuerte             | Vilanova i la Geltrú | casa         | Estil: arquitectura eclèctica                                                                          | 41° 13′ 17″ N, 1° 43′ 44″ E / 41.2214°N,1.72897°E                                             | bé cultural d'interès local                | Casa Marquès de Castrofuerte                      | Modifica les dades a Wikidata |
|        | Casa Masip                               | Vilanova i la Geltrú | casa         | Arquitecte: Gaietà Miret i Raventós                                                                    | 41° 13′ 24″ N, 1° 43′ 30″ E / 41.223341°N,1.725087°E                                          | bé cultural d'interès local                | Casa Masip                                        | Modifica les dades a Wikidata |
|        | Casa Mercedes Soler                      | Vilanova i la Geltrú | casa         | Estil: arquitectura popular                                                                            | 41° 13′ 31″ N, 1° 43′ 26″ E / 41.225368°N,1.723985°E                                          | bé cultural d'interès local                | Casa Mercedes Soler                               | Modifica les dades a Wikidata |
|        | Casa Mir                                 | Vilanova i la Geltrú | casa         | Estil: Romanticisme                                                                                    | 41° 13′ 41″ N, 1° 43′ 25″ E / 41.228°N,1.72373°E ca:Rambla Sant Josep, 5                      | bé cultural d'interès local                | Casa Mir (Vilanova i la Geltrú)                   | Modifica les dades a Wikidata |
|        | Casa Miró i Pascual                      | Vilanova i la Geltrú | casa         | Estil: arquitectura eclèctica                                                                          | 41° 13′ 38″ N, 1° 43′ 32″ E / 41.227222222222°N,1.7255555555556°E ca:Sant Antoni, 18-20       | bé cultural d'interès local                | Casa Miró i Pascual                               | Modifica les dades a Wikidata |
|        | Casa Pau Alegre                          | Vilanova i la Geltrú | casa         | | 41° 13′ 35″ N, 1° 43′ 36″ E / 41.226274°N,1.726613°E                                          | bé cultural d'interès local                | Casa Pau Alegre                                   | Modifica les dades a Wikidata |
|        | Casa Pau Soler Morell                    | Vilanova i la Geltrú | casa         | | 41° 13′ 32″ N, 1° 43′ 40″ E / 41.225532°N,1.727849°E                                          | bé cultural d'interès local                | Casa Pau Soler Morell (Vilanova i la Geltrú)      | Modifica les dades a Wikidata |
|        | Casa Pelegrina Alba                      | Vilanova i la Geltrú | casa         | | 41° 13′ 31″ N, 1° 43′ 27″ E / 41.225409°N,1.724171°E                                          | bé cultural d'interès local                | Casa Pelegrina Alba                               | Modifica les dades a Wikidata |
|        | Casa Pi i Torrents                       | Vilanova i la Geltrú | casa         | | 41° 13′ 34″ N, 1° 43′ 36″ E / 41.226111111111°N,1.7266666666667°E                             | bé cultural d'interès local                | Casa Pi i Torrents                                | Modifica les dades a Wikidata |
|        | Casa Puig i Rafecas                      | Vilanova i la Geltrú | casa         | | 41° 13′ 29″ N, 1° 43′ 28″ E / 41.224722222222°N,1.7244444444444°E                             | bé cultural d'interès local                | Casa Puig i Rafecas                               | Modifica les dades a Wikidata |
|        | Casa Rafael Ferrer i Vidal               | Vilanova i la Geltrú | casa         | Arquitecte: August Font i Carreras Estil: arquitectura eclèctica 1880                                  | 41° 13′ 23″ N, 1° 43′ 32″ E / 41.223055555556°N,1.7255555555556°E ca:Rbla. Principal, 61      | bé cultural d'interès local                | Casa Rafael Ferrer i Vidal                        | Modifica les dades a Wikidata |
|        | Casa Ramon Tomàs                         | Vilanova i la Geltrú | casa         | | 41° 13′ 22″ N, 1° 43′ 32″ E / 41.222707°N,1.725683°E                                          | bé cultural d'interès local                | Casa Ramon Tomàs                                  | Modifica les dades a Wikidata |
|        | Casa Rectoral de la Immaculada Concepció | Vilanova i la Geltrú | casa         | | 41° 13′ 05″ N, 1° 43′ 47″ E / 41.218149°N,1.729619°E                                          | bé cultural d'interès local                | Casa Rectoral de la Immaculada Concepció          | Modifica les dades a Wikidata |
|        | Casa Roig i Serra                        | Vilanova i la Geltrú | casa         | | 41° 13′ 34″ N, 1° 43′ 28″ E / 41.226009°N,1.724539°E                                          | bé cultural d'interès local                | Casa Roig i Serra                                 | Modifica les dades a Wikidata |
|        | Casa Salvador Coll                       | Vilanova i la Geltrú | casa         | | 41° 13′ 33″ N, 1° 43′ 39″ E / 41.225926°N,1.727582°E                                          | bé cultural d'interès local                | Casa Salvador Coll                                | Modifica les dades a Wikidata |
|        | Casa Salvador i Bech                     | Vilanova i la Geltrú | casa         | Estil: noucentisme                                                                                     | 41° 12′ 54″ N, 1° 43′ 34″ E / 41.215034°N,1.7262°E ca:Pg. del Carme, 10-11                    | bé cultural d'interès local                | Casa Salvador i Bech                              | Modifica les dades a Wikidata |
|        | Casa Sard                                | Vilanova i la Geltrú | casa         | Estil: arquitectura eclèctica                                                                          | 41° 13′ 39″ N, 1° 43′ 31″ E / 41.2275°N,1.7252777777778°E ca:Lluna, 1                         | bé cultural d'interès local                | Casa Sard                                         | Modifica les dades a Wikidata |
|        | Casa Solà i Esteve                       | Vilanova i la Geltrú | casa         | Estil: arquitectura eclèctica                                                                          | 41° 13′ 25″ N, 1° 43′ 33″ E / 41.223611111111°N,1.7258333333333°E ca:Carrer Escolapis, 3      | bé cultural d'interès local                | Casa Solà i Esteve                                | Modifica les dades a Wikidata |
|        | Casa Teresa Anglada                      | Vilanova i la Geltrú | casa         | 18th century                                                                                           | 41° 13′ 35″ N, 1° 43′ 39″ E / 41.226388888889°N,1.7275°E ca:C. Arquebisbe Armanyà, 16 22 msnm | bé cultural d'interès local                | Casa Teresa Anglada                               | Modifica les dades a Wikidata |
|        | Casa Torrents i Marquès                  | Vilanova i la Geltrú | casa         | | 41° 13′ 37″ N, 1° 43′ 36″ E / 41.226944444444°N,1.7266666666667°E                             | bé cultural d'interès local                | Casa Torrents i Marquès                           | Modifica les dades a Wikidata |
|        | Casa Ventosa i Puig                      | Vilanova i la Geltrú | casa         | | 41° 13′ 23″ N, 1° 43′ 31″ E / 41.223122°N,1.725209°E                                          | bé cultural d'interès local                | Casa Ventosa i Puig                               | Modifica les dades a Wikidata |
|        | Casa d'Empara                            | Vilanova i la Geltrú | casa         | Estil: historicisme arquitectònic                                                                      | 41° 13′ 17″ N, 1° 43′ 39″ E / 41.2213°N,1.72738°E ca:Rambla Josep Tomàs Ventosa, 15           | bé cultural d'interès local                | Casa d'Empara                                     | Modifica les dades a Wikidata |
|        | Casa de Santa Teresa                     | Vilanova i la Geltrú | casa         | Arquitecte: Bonaventura Pollés i Vivó Estil: arquitectura eclèctica 1889                               | 41° 13′ 15″ N, 1° 43′ 46″ E / 41.220913°N,1.729492°E ca:Avinguda Víctor Balaguer              | bé cultural d'interès local                | Casa de Santa Teresa (Vilanova i la Geltrú)       | Modifica les dades a Wikidata |
|        | Casa del Poeta Cabanyes                  | Vilanova i la Geltrú | casa         | Arquitecte: Antoni Pons i Domínguez Estil: neoclassicisme                                              | 41° 13′ 35″ N, 1° 43′ 31″ E / 41.226507°N,1.725367°E ca:Pl. de les Cols, 1-3.                 | bé cultural d'interès local                | Casa del Poeta Cabanyes                           | Modifica les dades a Wikidata |
|        | Casa del capellà de l'Hospital           | Vilanova i la Geltrú | casa         | | 41° 13′ 44″ N, 1° 43′ 23″ E / 41.228904°N,1.722993°E                                          | bé cultural d'interès local                | Casa del capellà de l'Hospital                    | Modifica les dades a Wikidata |
|        | Casal del Mar (Vilanova i la Geltrú)     | Vilanova i la Geltrú | casa         | Estil: noucentisme                                                                                     | 41° 12′ 58″ N, 1° 43′ 49″ E / 41.2162°N,1.73037°E                                             | bé cultural d'interès local                | Casal del Mar (Vilanova i la Geltrú)              | Modifica les dades a Wikidata |
|        | Vil·la Argentina                         | Vilanova i la Geltrú | casa         | | 41° 12′ 53″ N, 1° 43′ 26″ E / 41.214605°N,1.723813°E                                          | bé cultural d'interès local                | Vil·la Argentina                                  | Modifica les dades a Wikidata |
|        | Vil·la Laguarda                          | Vilanova i la Geltrú | casa         | | 41° 12′ 51″ N, 1° 43′ 26″ E / 41.21427°N,1.723871°E                                           | bé cultural d'interès local                | Vil·la Laguarda                                   | Modifica les dades a Wikidata |
|        | Vil·la Montserrat                        | Vilanova i la Geltrú | casa         | | 41° 12′ 55″ N, 1° 43′ 26″ E / 41.21521°N,1.724018°E                                           | bé cultural d'interès local                | Vil·la Montserrat                                 | Modifica les dades a Wikidata |
|        | Vil·la Teresa                            | Vilanova i la Geltrú | casa         | | 41° 12′ 54″ N, 1° 43′ 27″ E / 41.215046°N,1.724035°E ca:c. Marcel·lina Jacas, 7 5 msnm        |                                            | Vil·la Teresa (Vilanova i la Geltrú)              | Modifica les dades a Wikidata |
|        | Xalet Doctor Ribot                       | Vilanova i la Geltrú | casa         | Arquitecte: Bonaventura Pollés i Vivó Estil: modernisme català arquitectura modernista                 | 41° 12′ 53″ N, 1° 43′ 28″ E / 41.2148°N,1.72431°E ca:Carrer Marcel·lina Jacas, 3              | bé cultural d'interès local                | Xalet Doctor Ribot                                | Modifica les dades a Wikidata |
|        | Xalet Miramar                            | Vilanova i la Geltrú | casa         | Arquitecte: Josep Font i Gumà Estil: modernisme català                                                 | 41° 12′ 40″ N, 1° 42′ 47″ E / 41.211178°N,1.713116°E                                          | bé cultural d'interès local                | Xalet Miramar                                     | Modifica les dades a Wikidata |
|        | Xalet d'en Panxo Ferrer                  | Vilanova i la Geltrú | casa         | | 41° 13′ 43″ N, 1° 42′ 42″ E / 41.228531°N,1.71153°E ca:Camí del Piulart 35 msnm               | bé cultural d'interès local                | Xalet d'en Panxo Ferrer                           | Modifica les dades a Wikidata |
|        | casa Bolet                               | Vilanova i la Geltrú | casa         | 19th century                                                                                           | 41° 13′ 35″ N, 1° 43′ 36″ E / 41.226279°N,1.726547°E ca:C. Pàdua, 14 19 msnm                  | bé cultural d'interès local                | Casa Bolet (Vilanova i la Geltrú)                 | Modifica les dades a Wikidata |
|        | casa Santacana                           | Vilanova i la Geltrú | casa         | 20th century                                                                                           | 41° 13′ 37″ N, 1° 43′ 39″ E / 41.226985°N,1.727544°E ca:Pl. de Font i Gumà, 7 22 msnm         | bé cultural d'interès local                | Casa Santacana (Vilanova i la Geltrú)             | Modifica les dades a Wikidata |
|        | casa al carrer de Sant Gervasi, 72       | Vilanova i la Geltrú | casa         | Estil: arquitectura popular                                                                            | 41° 13′ 29″ N, 1° 43′ 31″ E / 41.224722222222°N,1.7252777777778°E                             | bé integrant del patrimoni cultural català | Sant Gervasi, 72 (Vilanova i la Geltrú)           | Modifica les dades a Wikidata |
|        | habitatge al carrer Comerç, 7-9          | Vilanova i la Geltrú | casa         | Estil: arquitectura eclèctica                                                                          | 41° 13′ 36″ N, 1° 43′ 30″ E / 41.226569°N,1.725128°E                                          | bé integrant del patrimoni cultural català | Comerç, 7-9 (Vilanova i la Geltrú)                | Modifica les dades a Wikidata |
|        | xalet Freixa                             | Vilanova i la Geltrú | casa         | | 41° 13′ 01″ N, 1° 42′ 47″ E / 41.21701996674015°N,1.713100075721741°E Ortoll                  |                                            |                                                   | Modifica les dades a Wikidata |

## creu de terme
| imatge | Nom                               | Ubicat a             | instància de  | Detalls                     | coordenades                                                                                         | Protecció                   | Commons (més fotos)                | Dades a WD                    |
| ------ | --------------------------------- | -------------------- | ------------- | --------------------------- | --------------------------------------------------------------------------------------------------- | --------------------------- | ---------------------------------- | ----------------------------- |
|        | creu de Sant Gregori de la Geltrú | Vilanova i la Geltrú | creu de terme | Estil: arquitectura barroca | 41° 13′ 56″ N, 1° 43′ 40″ E / 41.232222222222°N,1.7277777777778°E ca:Avinguda Vilafranca. Cementiri | bé cultural d'interès local | Creu de Sant Gregori de la Geltrú  | Modifica les dades a Wikidata |
|        | creu de Sant Joan                 | Vilanova i la Geltrú | creu de terme |                             | 41° 13′ 35″ N, 1° 42′ 59″ E / 41.226388888889°N,1.7163888888889°E                                   | bé cultural d'interès local | Creu de Sant Joan                  | Modifica les dades a Wikidata |
|        | creu de la Collada                | Vilanova i la Geltrú | creu de terme |                             | 41° 13′ 16″ N, 1° 42′ 23″ E / 41.221111111111°N,1.7063888888889°E                                   | bé cultural d'interès local | Creu de Sant Gregori de la Collada | Modifica les dades a Wikidata |
|        | creu de terme del Xiribia         | Vilanova i la Geltrú | creu de terme |                             | 41° 13′ 47″ N, 1° 43′ 47″ E / 41.229706°N,1.729628°E                                                | bé cultural d'interès local | Creu de terme del Xiribia          | Modifica les dades a Wikidata |

## curs d'aigua
| imatge | Nom                   | Ubicat a             | instància de | Detalls                        | coordenades                                          | Protecció | Commons (més fotos)   | Dades a WD                    |
| ------ | --------------------- | -------------------- | ------------ | ------------------------------ | ---------------------------------------------------- | --------- | --------------------- | ----------------------------- |
|        | torrent de Sant Joan  | Vilanova i la Geltrú | curs d'aigua | Desemboca: mar Mediterrània    | 41° 13′ 00″ N, 1° 42′ 00″ E / 41.21667°N,1.7°E       |           |                       | Modifica les dades a Wikidata |
|        | torrent de la Pastera | Vilanova i la Geltrú | curs d'aigua | Desemboca: torrent de la Piera | 41° 13′ 43″ N, 1° 43′ 29″ E / 41.228618°N,1.724723°E |           | Torrent de la Pastera | Modifica les dades a Wikidata |
|        | torrent de la Piera   | Vilanova i la Geltrú | curs d'aigua | Desemboca: mar Mediterrània    | 41° 12′ 57″ N, 1° 44′ 12″ E / 41.21571°N,1.73654°E   |           | Torrent de la Piera   | Modifica les dades a Wikidata |

## edifici
| imatge | Nom                                            | Ubicat a             | instància de           | Detalls                                                                    | coordenades                                                                                       | Protecció                                            | Commons (més fotos)                                            | Dades a WD                    |
| ------ | ---------------------------------------------- | -------------------- | ---------------------- | -------------------------------------------------------------------------- | ------------------------------------------------------------------------------------------------- | ---------------------------------------------------- | -------------------------------------------------------------- | ----------------------------- |
|        | Campanar de l'església de Sant Antoni Abat     | Vilanova i la Geltrú | edifici                | Estil: arquitectura barroca                                                | 41° 13′ 37″ N, 1° 43′ 26″ E / 41.226925°N,1.723772°E                                              | bé cultural d'interès local                          | Campanar de l'església Sant Antoni Abat (Vilanova i la Geltrú) | Modifica les dades a Wikidata |
|        | Can Papiol                                     | Vilanova i la Geltrú | edifici Ús: museu      | Estil: arquitectura neoclàssica 1801                                       | 41° 13′ 41″ N, 1° 43′ 29″ E / 41.22799°N,1.72468°E ca:Major, 32                                   | bé cultural d'interès local                          | Museu Romàntic Can Papiol                                      | Modifica les dades a Wikidata |
|        | Casernes                                       | Vilanova i la Geltrú | edifici                | Estil: neoclassicisme                                                      | 41° 13′ 43″ N, 1° 43′ 34″ E / 41.2286°N,1.72602°E                                                 | bé cultural d'interès local                          | Casernes (Vilanova i la Geltrú)                                | Modifica les dades a Wikidata |
|        | Centre Catòlic                                 | Vilanova i la Geltrú | edifici                |                                                                            | 41° 13′ 29″ N, 1° 43′ 31″ E / 41.224745°N,1.725322°E                                              | bé cultural d'interès local                          | Centre Catòlic (Vilanova i la Geltrú)                          | Modifica les dades a Wikidata |
|        | Ciutat jardí de Ribes Roges                    | Vilanova i la Geltrú | edifici                | Estil: arquitectura modernista                                             | 41° 12′ 49″ N, 1° 43′ 20″ E / 41.2137°N,1.72225°E                                                 | bé cultural d'interès local                          | Ciutat jardí de Ribes Roges                                    | Modifica les dades a Wikidata |
|        | Consell Comarcal del Garraf                    | Vilanova i la Geltrú | edifici                |                                                                            | 41° 13′ 23″ N, 1° 42′ 52″ E / 41.2229868547583°N,1.71435138131825°E                               |                                                      |                                                                | Modifica les dades a Wikidata |
|        | Escorxador municipal de Vilanova i la Geltrú   | Vilanova i la Geltrú | edifici                | Estil: arquitectura eclèctica                                              | 41° 13′ 45″ N, 1° 43′ 35″ E / 41.22926°N,1.726278°E ca:Carrer d'Olesa de Bonesvalls               | bé cultural d'interès local                          | Escorxador municipal (Vilanova i la Geltrú)                    | Modifica les dades a Wikidata |
|        | Foment Vilanoví                                | Vilanova i la Geltrú | edifici                |                                                                            | 41° 13′ 35″ N, 1° 43′ 33″ E / 41.2265°N,1.72591°E                                                 | bé cultural d'interès local                          | El Foment Vilanoví                                             | Modifica les dades a Wikidata |
|        | Hospital Vell (Vilanova i la Geltrú)           | Vilanova i la Geltrú | edifici antic hospital | Estil: arquitectura popular                                                | 41° 13′ 37″ N, 1° 43′ 19″ E / 41.226983°N,1.722052°E                                              | bé cultural d'interès local                          | Hospital Vell (Vilanova i la Geltrú)                           | Modifica les dades a Wikidata |
|        | Hospital de Sant Antoni Abat                   | Vilanova i la Geltrú | edifici                | Estil: arquitectura eclèctica                                              | 41° 13′ 43″ N, 1° 43′ 22″ E / 41.2287°N,1.72282°E es:Cr Sant Josep, 21                            | bé cultural d'interès local                          | Hospital de Sant Antoni Abat                                   | Modifica les dades a Wikidata |
|        | Magatzem Fecsa                                 | Vilanova i la Geltrú | edifici                | Estil: arquitectura modernista                                             | 41° 13′ 11″ N, 1° 43′ 43″ E / 41.219675°N,1.728725°E ca:Carrer de la Llibertat, 109               | bé cultural d'interès local                          | Magatzem Fecsa                                                 | Modifica les dades a Wikidata |
|        | Magatzems Ricart                               | Vilanova i la Geltrú | edifici                | Estil: arquitectura modernista                                             | 41° 13′ 34″ N, 1° 43′ 32″ E / 41.226111111111°N,1.7255555555556°E ca:Carrer Caputxins, 10         | bé integrant del patrimoni cultural català           | Magatzems Ricart (Vilanova i la Geltrú)                        | Modifica les dades a Wikidata |
|        | Mercat Públic (Vilanova i la Geltrú)           | Vilanova i la Geltrú | edifici                | Arquitecte: Josep Maria Miró i Guibernau Estil: racionalisme arquitectònic | 41° 13′ 24″ N, 1° 43′ 26″ E / 41.22323°N,1.723983°E                                               | bé cultural d'interès local                          | Mercat de Vilanova i la Geltrú                                 | Modifica les dades a Wikidata |
|        | Orfeó Vilanoví                                 | Vilanova i la Geltrú | edifici                | Estil: modernisme català arquitectura modernista                           | 41° 13′ 37″ N, 1° 43′ 27″ E / 41.227058°N,1.724152°E ca:Carrer de l'Església, 14-16               | bé cultural d'interès local                          | Orfeó Vilanoví                                                 | Modifica les dades a Wikidata |
|        | Peixateria Vella                               | Vilanova i la Geltrú | edifici                | Estil: neoclassicisme                                                      | 41° 13′ 36″ N, 1° 43′ 38″ E / 41.2266°N,1.72718°E ca:Carrer Unió, 5                               | bé cultural d'interès local                          | Peixateria Vella (Vilanova i la Geltrú)                        | Modifica les dades a Wikidata |
|        | Pòsit vell de Pescadors                        | Vilanova i la Geltrú | edifici                | Estil: arquitectura eclèctica                                              | 41° 12′ 59″ N, 1° 43′ 53″ E / 41.216439°N,1.731353°E                                              | bé cultural d'interès local                          | Pòsit vell de Pescadors                                        | Modifica les dades a Wikidata |
|        | Tallers Caba                                   | Vilanova i la Geltrú | edifici                | Estat: enderrocat o destruït                                               | 41° 13′ 21″ N, 1° 43′ 41″ E / 41.2225°N,1.7280555555556°E                                         | bé integrant del patrimoni cultural català           | Tallers Caba                                                   | Modifica les dades a Wikidata |
|        | Teatre Principal                               | Vilanova i la Geltrú | edifici                | Estil: neoclassicisme                                                      | 41° 13′ 32″ N, 1° 43′ 26″ E / 41.2255°N,1.7239°E ca:Rambla Principal, 1                           | bé cultural d'interès local                          | Teatre Principal (Vilanova i la Geltrú)                        | Modifica les dades a Wikidata |
|        | Terrat mariner                                 | Vilanova i la Geltrú | edifici                |                                                                            | 41° 12′ 59″ N, 1° 43′ 52″ E / 41.216388888889°N,1.7311111111111°E                                 | bé cultural d'interès local                          | Terrat mariner                                                 | Modifica les dades a Wikidata |
|        | edifici de la Biblioteca Museu Víctor Balaguer | Vilanova i la Geltrú | edifici monument       | Arquitecte: Jeroni Granell i Mundet Estil: arquitectura eclèctica 1884     | 41° 13′ 28″ N, 1° 43′ 33″ E / 41.22444444444445°N,1.725833333333333°E ca:Av. Víctor Balaguer, s/n | bé d'interès cultural bé cultural d'interès nacional | Biblioteca Museu Víctor Balaguer                               | Modifica les dades a Wikidata |
|        | edifici de la Caixa d'Estalvis de Vilanova     | Vilanova i la Geltrú | edifici                | Estil: noucentisme                                                         | 41° 13′ 34″ N, 1° 43′ 32″ E / 41.226°N,1.72551°E                                                  | bé cultural d'interès local                          | Caixa d'Estalvis de Vilanova                                   | Modifica les dades a Wikidata |
|        | els Esbarjos                                   | Vilanova i la Geltrú | edifici                | 20th century                                                               | 41° 13′ 45″ N, 1° 43′ 04″ E / 41.229193°N,1.717778°E ca:Camí dels Esbarjos 30 msnm                | bé cultural d'interès local                          | Els Esbarjos                                                   | Modifica les dades a Wikidata |
|        | la Llotja                                      | Vilanova i la Geltrú | edifici monument       |                                                                            | 41° 12′ 57″ N, 1° 44′ 05″ E / 41.215852265755°N,1.73462725815084°E Port de Vilanova i la Geltrú   |                                                      | Llotja de Vilanova i la Geltrú                                 | Modifica les dades a Wikidata |
|        | teatre Apol·lo                                 | Vilanova i la Geltrú | edifici                | Estil: arquitectura popular 19th century Estat: enderrocat o destruït      | 41° 13′ 43″ N, 1° 43′ 24″ E / 41.228673°N,1.72329°E ca:C. Sant Josep, 20 26 msnm                  |                                                      | Teatre Apol·lo (Vilanova i la Geltrú)                          | Modifica les dades a Wikidata |

## edifici escolar
| imatge | Nom               | Ubicat a             | instància de    | Detalls | coordenades                                                                               | Protecció                   | Commons (més fotos)                      | Dades a WD                    |
| ------ | ----------------- | -------------------- | --------------- | --- | ----------------------------------------------------------------------------------------- | --------------------------- | ---------------------------------------- | ----------------------------- |
|        | CEIP Pompeu Fabra | Vilanova i la Geltrú | edifici escolar | 20th century                                                                                                   | 41° 13′ 19″ N, 1° 43′ 22″ E / 41.221882°N,1.722646°E ca:C. Sant Pius X 15 msnm            | bé cultural d'interès local | CEIP Pompeu Fabra (Vilanova i la Geltrú) | Modifica les dades a Wikidata |
|        | Col·legi Samà     | Vilanova i la Geltrú | edifici escolar | Arquitecte: Jeroni Granell i Mundet Estil: historicisme arquitectònic 1879 Anomenat per: Salvador Samà i Martí | 41° 13′ 09″ N, 1° 43′ 28″ E / 41.21925°N,1.724376°E ca:Rbla. Samà, 116 i Anselm Clavé, 41 | bé cultural d'interès local | Col·legi Samà                            | Modifica les dades a Wikidata |

## edifici públic
| imatge | Nom                                             | Ubicat a             | instància de   | Detalls                  | coordenades                                                                                       | Protecció | Commons (més fotos) | Dades a WD                    |
| ------ | ----------------------------------------------- | -------------------- | -------------- | ------------------------ | ------------------------------------------------------------------------------------------------- | --------- | ------------------- | ----------------------------- |
|        | Biblioteca Joan Oliva                           | Vilanova i la Geltrú | edifici públic | Estil: Romanticisme      | 41° 13′ 28″ N, 1° 43′ 33″ E / 41.22444915771485°N,1.725937008857727°E ca:Plaça de la Vila, 13     |           |                     | Modifica les dades a Wikidata |
|        | Laboratori Municipal (Servei Municipal d'Aigua) | Vilanova i la Geltrú | edifici públic | Estil: modernisme català | 41° 13′ 25″ N, 1° 43′ 32″ E / 41.22367858886719°N,1.7255120277404783°E ca:Carrer del Col·legi, 38 |           |                     | Modifica les dades a Wikidata |

## edifici residencial
| imatge | Nom              | Ubicat a             | instància de        | Detalls             | coordenades                                                                                    | Protecció | Commons (més fotos) | Dades a WD                    |
| ------ | ---------------- | -------------------- | ------------------- | ------------------- | ---------------------------------------------------------------------------------------------- | --------- | ------------------- | ----------------------------- |
|        | Casa Arrufat     | Vilanova i la Geltrú | edifici residencial | Estil: Romanticisme | 41° 13′ 28″ N, 1° 43′ 35″ E / 41.224369049072266°N,1.7263610363006592°E ca:Plaça de la Vila, 1 |           |                     | Modifica les dades a Wikidata |
|        | Pujada del Cinto | Vilanova i la Geltrú | edifici residencial |                     | 41° 13′ 31″ N, 1° 43′ 39″ E / 41.225345611572266°N,1.7276220321655271°E ca:Pujada del Cinto    |           |                     | Modifica les dades a Wikidata |

## església
| imatge | Nom                                                      | Ubicat a             | instància de    | Detalls                                                            | coordenades                                                                            | Protecció                   | Commons (més fotos)                                        | Dades a WD                    |
| ------ | -------------------------------------------------------- | -------------------- | --------------- | ------------------------------------------------------------------ | -------------------------------------------------------------------------------------- | --------------------------- | ---------------------------------------------------------- | ----------------------------- |
|        | Ermita de Sant Gervasi                                   | Vilanova i la Geltrú | església ermita |                                                                    | 41° 12′ 42″ N, 1° 42′ 44″ E / 41.211562°N,1.712119°E 12 msnm                           | bé cultural d'interès local | Ermita de Sant Gervasi                                     | Modifica les dades a Wikidata |
|        | Mare de Déu de la Providència de Vilanova i la Geltrú    | Vilanova i la Geltrú | església        |                                                                    | 41° 13′ 24″ N, 1° 43′ 40″ E / 41.22347°N,1.727749°E                                    | bé cultural d'interès local | Mare de Déu de la Providència de Vilanova i la Geltrú      | Modifica les dades a Wikidata |
|        | Sant Cristòfol de Vilanova i la Geltrú                   | Vilanova i la Geltrú | església        |                                                                    | 41° 13′ 04″ N, 1° 44′ 20″ E / 41.217907°N,1.738998°E                                   | bé cultural d'interès local | Sant Cristòfol de Vilanova i la Geltrú                     | Modifica les dades a Wikidata |
|        | Sant Joan d'Enveja                                       | Vilanova i la Geltrú | església ermita | Estil: arquitectura romànica arquitectura popular                  | 41° 13′ 29″ N, 1° 42′ 50″ E / 41.224737°N,1.713885°E ca:Carrer de la Torre d'Enveja    | bé cultural d'interès local | Sant Joan d'Enveja                                         | Modifica les dades a Wikidata |
|        | Sant Pere del Tacó                                       | Vilanova i la Geltrú | església        |                                                                    | 41° 14′ 07″ N, 1° 43′ 39″ E / 41.2351750188221°N,1.72740537873242°E 39 msnm            |                             | Sant Pere del Tacó                                         | Modifica les dades a Wikidata |
|        | Sant Sebastià de Vilanova i la Geltrú                    | Vilanova i la Geltrú | església        |                                                                    | 41° 13′ 26″ N, 1° 43′ 36″ E / 41.223888888889°N,1.7266666666667°E                      | bé cultural d'interès local | Sant Sebastià de Vilanova i la Geltrú                      | Modifica les dades a Wikidata |
|        | Santa Maria de la Geltrú                                 | Vilanova i la Geltrú | església        | Estil: arquitectura barroca                                        | 41° 13′ 36″ N, 1° 43′ 40″ E / 41.226613°N,1.727912°E ca:Carrer Rectoria, 1             | bé cultural d'interès local | Santa Maria de la Geltrú                                   | Modifica les dades a Wikidata |
|        | capella de la Casa d'Empara                              | Vilanova i la Geltrú | església        | Estil: historicisme arquitectònic                                  | 41° 13′ 17″ N, 1° 43′ 40″ E / 41.221409°N,1.727657°E ca:Rambla Josep Tomàs Ventosa, 20 | bé cultural d'interès local | Capella de la casa d'Empara                                | Modifica les dades a Wikidata |
|        | església de Sant Antoni Abat                             | Vilanova i la Geltrú | església        | Estil: arquitectura barroca arquitectura neoclàssica               | 41° 13′ 36″ N, 1° 43′ 25″ E / 41.2268°N,1.72359°E                                      | bé cultural d'interès local | Sant Antoni Abat (Vilanova i la Geltrú)                    | Modifica les dades a Wikidata |
|        | església de Sant Josep de l'Hospital de Sant Antoni Abat | Vilanova i la Geltrú | església        | Estil: arquitectura barroca                                        | 41° 13′ 44″ N, 1° 43′ 22″ E / 41.228872°N,1.722847°E ca:Sant Josep, 21                 | bé cultural d'interès local | Sant Antoni Abat (Vilanova i la Geltrú)                    | Modifica les dades a Wikidata |
|        | església de la Immaculada Concepció                      | Vilanova i la Geltrú | església        | Arquitecte: Josep Simó i Fontcuberta Estil: arquitectura eclèctica | 41° 13′ 05″ N, 1° 43′ 47″ E / 41.218089°N,1.729828°E                                   | bé cultural d'interès local | Església de la Immaculada Concepció (Vilanova i la Geltrú) | Modifica les dades a Wikidata |

## font
| imatge | Nom                          | Ubicat a             | instància de | Detalls                                                           | coordenades                                                                   | Protecció                   | Commons (més fotos)          | Dades a WD                    |
| ------ | ---------------------------- | -------------------- | ------------ | ----------------------------------------------------------------- | ----------------------------------------------------------------------------- | --------------------------- | ---------------------------- | ----------------------------- |
|        | font d'Elies Miró i Soler    | Vilanova i la Geltrú | font         | Estil: arquitectura del ferro                                     | 41° 13′ 37″ N, 1° 43′ 20″ E / 41.226949°N,1.722217°E                          | bé cultural d'interès local | Font d'Elies Miró i Soler    | Modifica les dades a Wikidata |
|        | font de la plaça Miró        | Vilanova i la Geltrú | font         | Estil: arquitectura eclèctica                                     | 41° 13′ 30″ N, 1° 43′ 37″ E / 41.225°N,1.72696°E                              | bé cultural d'interès local | Font de la plaça Miró        | Modifica les dades a Wikidata |
|        | font de la plaça dels Carros | Vilanova i la Geltrú | font         | Arquitecte: Josep Font i Gumà Estil: arquitectura modernista 1893 | 41° 13′ 24″ N, 1° 43′ 37″ E / 41.223204°N,1.726989°E ca:plaça Soler i Gustems | bé cultural d'interès local | Font de la plaça dels Carros | Modifica les dades a Wikidata |
|        | font del Bisbe Armanyà       | Vilanova i la Geltrú | font         | Estil: arquitectura eclèctica                                     | 41° 13′ 38″ N, 1° 43′ 38″ E / 41.2271°N,1.72711°E ca:Plaça del Pou            | bé cultural d'interès local | Font del Bisbe Armanyà       | Modifica les dades a Wikidata |

## forn de calç
| imatge | Nom                            | Ubicat a             | instància de | Detalls                     | coordenades | Protecció                                  | Commons (més fotos)            | Dades a WD                    |
| ------ | ------------------------------ | -------------------- | ------------ | --------------------------- | --- | ------------------------------------------ | ------------------------------ | ----------------------------- |
|        | Forn del Fondo de les Oliveres | Vilanova i la Geltrú | forn de calç | Estil: arquitectura popular | | bé integrant del patrimoni cultural català | Forn del Fondo de les Oliveres | Modifica les dades a Wikidata |
|        | Forn del Torrent de la Pastera | Vilanova i la Geltrú | forn de calç | Estil: arquitectura popular | 41° 15′ 40″ N, 1° 41′ 53″ E / 41.261086°N,1.698062°E ca:Mas Artís, Torrent de la Pastera, Mas de la Fam 165 msnm | bé integrant del patrimoni cultural català | Forn del Torrent de la Pastera | Modifica les dades a Wikidata |

## granja
| imatge | Nom                 | Ubicat a             | instància de | Detalls | coordenades                                                         | Protecció | Commons (més fotos) | Dades a WD                    |
| ------ | ------------------- | -------------------- | ------------ | ------- | ------------------------------------------------------------------- | --------- | ------------------- | ----------------------------- |
|        | Granges Burguets    | Vilanova i la Geltrú | granja       |         | 41° 13′ 37″ N, 1° 40′ 59″ E / 41.227072965385°N,1.68297626338958°E  |           |                     | Modifica les dades a Wikidata |
|        | Granges del Piulard | Vilanova i la Geltrú | granja       |         | 41° 13′ 43″ N, 1° 42′ 18″ E / 41.228593739464°N,1.70507829434426°E  |           |                     | Modifica les dades a Wikidata |
|        | Granja Sant Josep   | Vilanova i la Geltrú | granja       |         | 41° 13′ 46″ N, 1° 42′ 51″ E / 41.2293805725306°N,1.71420225655365°E |           |                     | Modifica les dades a Wikidata |
|        | el Piulard          | Vilanova i la Geltrú | granja       |         | 41° 13′ 51″ N, 1° 42′ 18″ E / 41.2309704057064°N,1.70495980124121°E |           |                     | Modifica les dades a Wikidata |

## indret
| imatge | Nom                 | Ubicat a                                   | instància de | Detalls | coordenades                                                | Protecció | Commons (més fotos) | Dades a WD                    |
| ------ | ------------------- | ------------------------------------------ | ------------ | ------- | ---------------------------------------------------------- | --------- | ------------------- | ----------------------------- |
|        | Ortoll              | Vilanova i la Geltrú                       | indret       |         | 41° 12′ 58″ N, 1° 42′ 50″ E / 41.216154°N,1.71394°E        |           |                     | Modifica les dades a Wikidata |
|        | Pla de les Palmeres | Castellet i la Gornal Vilanova i la Geltrú | indret       |         | 41° 15′ 53″ N, 1° 40′ 29″ E / 41.2647°N,1.67486°E 300 msnm |           |                     | Modifica les dades a Wikidata |

## masia
| imatge | Nom                        | Ubicat a                                | instància de | Detalls                                                           | coordenades                                                                                        | Protecció                      | Commons (més fotos)                    | Dades a WD                    |
| ------ | -------------------------- | --------------------------------------- | ------------ | ----------------------------------------------------------------- | -------------------------------------------------------------------------------------------------- | ------------------------------ | -------------------------------------- | ----------------------------- |
|        | Cal Baró                   | Vilanova i la Geltrú                    | masia        |                                                                   | 41° 15′ 34″ N, 1° 40′ 43″ E / 41.259434732243°N,1.6786473639529°E                                  |                                |                                        | Modifica les dades a Wikidata |
|        | Cal Ganso                  | Vilanova i la Geltrú                    | masia        |                                                                   | 41° 13′ 51″ N, 1° 44′ 19″ E / 41.2307318924124°N,1.73864770277918°E                                |                                |                                        | Modifica les dades a Wikidata |
|        | Can Brunet                 | Vilanova i la Geltrú                    | masia        | Estat: ruïnós                                                     | 41° 15′ 13″ N, 1° 41′ 09″ E / 41.253611°N,1.685833°E 164 msnm                                      |                                | Can Brunet (Vilanova i la Geltrú)      | Modifica les dades a Wikidata |
|        | Corral d'en Milà           | Vilanova i la Geltrú                    | masia        |                                                                   | 41° 13′ 47″ N, 1° 40′ 54″ E / 41.2296987428428°N,1.68180200233112°E                                |                                |                                        | Modifica les dades a Wikidata |
|        | Corral d'en Miró           | Vilanova i la Geltrú                    | masia        |                                                                   | 41° 14′ 50″ N, 1° 41′ 29″ E / 41.2472820969782°N,1.69133053629585°E                                |                                |                                        | Modifica les dades a Wikidata |
|        | Corral de Carro            | Vilanova i la Geltrú                    | masia        |                                                                   | 41° 15′ 14″ N, 1° 43′ 28″ E / 41.2538858779485°N,1.72434474314805°E 110 msnm                       |                                | Corral de Carro                        | Modifica les dades a Wikidata |
|        | Corral de l'Apotecari      | Vilanova i la Geltrú                    | masia        |                                                                   | 41° 15′ 25″ N, 1° 43′ 12″ E / 41.2569826026864°N,1.72011865328518°E                                |                                |                                        | Modifica les dades a Wikidata |
|        | Mas Palau                  | Vilanova i la Geltrú                    | masia        |                                                                   | 41° 13′ 32″ N, 1° 41′ 26″ E / 41.225555555556°N,1.6905555555556°E                                  | bé cultural d'interès local    |                                        | Modifica les dades a Wikidata |
|        | Mas Ramon                  | Vilanova i la Geltrú                    | masia        |                                                                   | 41° 13′ 01″ N, 1° 41′ 44″ E / 41.2168584962299°N,1.69564717864502°E                                |                                |                                        | Modifica les dades a Wikidata |
|        | Mas Ricard                 | Vilanova i la Geltrú                    | masia        |                                                                   | 41° 14′ 15″ N, 1° 41′ 03″ E / 41.2375°N,1.684167°E 105 msnm                                        | bé cultural d'interès local    | Mas Ricard (Vilanova i la Geltrú)      | Modifica les dades a Wikidata |
|        | Mas Roquer                 | Vilanova i la Geltrú                    | masia        | Arquitecte: Josep Font i Gumà Estil: arquitectura modernista 1898 | 41° 13′ 55″ N, 1° 41′ 34″ E / 41.231903°N,1.692646°E ca:Carretera de l'Arboç, km 2500 94 msnm      | bé cultural d'interès local    | Mas de Roquer                          | Modifica les dades a Wikidata |
|        | Mas Sardet                 | Vilanova i la Geltrú                    | masia        | Estil: arquitectura popular                                       | 41° 14′ 29″ N, 1° 42′ 59″ E / 41.241294°N,1.716401°E                                               | bé cultural d'interès local    | Mas Sardet                             | Modifica les dades a Wikidata |
|        | Mas Seró                   | Vilanova i la Geltrú                    | masia        |                                                                   | 41° 13′ 14″ N, 1° 42′ 27″ E / 41.22065°N,1.707544°E ca:C. de les Atzavares, 28 45 msnm             | bé cultural d'interès local    | Mas Seró                               | Modifica les dades a Wikidata |
|        | Mas Torrat                 | Vilanova i la Geltrú                    | masia        |                                                                   | 41° 14′ 52″ N, 1° 41′ 13″ E / 41.2476815559939°N,1.68685896201063°E                                |                                |                                        | Modifica les dades a Wikidata |
|        | Mas d'en Coloma            | Vilanova i la Geltrú                    | masia        | Estat: ruïnós                                                     | 41° 15′ 27″ N, 1° 41′ 11″ E / 41.2575407775028°N,1.68650630940748°E 173 msnm                       |                                | Mas d'en Coloma (Vilanova i la Geltrú) | Modifica les dades a Wikidata |
|        | Mas d'en Dimas             | Vilanova i la Geltrú                    | masia        |                                                                   | 41° 13′ 01″ N, 1° 42′ 33″ E / 41.216808°N,1.709144°E 43 msnm                                       | bé cultural d'interès local    | Mas d'en Dimas                         | Modifica les dades a Wikidata |
|        | Mas d'en Mata              | Vilanova i la Geltrú                    | masia        |                                                                   | 41° 14′ 05″ N, 1° 41′ 19″ E / 41.2348122382223°N,1.68865586511474°E                                |                                |                                        | Modifica les dades a Wikidata |
|        | Mas d'en Perris            | Vilanova i la Geltrú                    | masia        |                                                                   | 41° 14′ 50″ N, 1° 42′ 08″ E / 41.2472418397961°N,1.70209643079271°E                                |                                |                                        | Modifica les dades a Wikidata |
|        | Mas d'en Puig              | Vilanova i la Geltrú                    | masia        |                                                                   | 41° 14′ 18″ N, 1° 42′ 09″ E / 41.23837353197°N,1.70246284192965°E                                  |                                |                                        | Modifica les dades a Wikidata |
|        | Mas d'en Tapet             | Vilanova i la Geltrú                    | masia        |                                                                   | 41° 14′ 49″ N, 1° 41′ 49″ E / 41.2469768891874°N,1.69698171222254°E                                |                                |                                        | Modifica les dades a Wikidata |
|        | Mas de l'Artís             | Vilanova i la Geltrú                    | masia        | 13rd century                                                      | 41° 15′ 47″ N, 1° 41′ 43″ E / 41.262935°N,1.695351°E ca:Nord oest de Vilanova i la Geltrú 189 msnm | bé cultural d'interès local    | Mas de l'Artís                         | Modifica les dades a Wikidata |
|        | Mas de l'Esquerrer de Baix | Vilanova i la Geltrú                    | masia        |                                                                   | 41° 12′ 35″ N, 1° 41′ 28″ E / 41.209722222222°N,1.6911111111111°E                                  | bé cultural d'interès local    |                                        | Modifica les dades a Wikidata |
|        | Mas de l'Esquerrer de Dalt | Vilanova i la Geltrú                    | masia        |                                                                   | 41° 12′ 38″ N, 1° 41′ 28″ E / 41.2106352823089°N,1.69097574023639°E                                |                                |                                        | Modifica les dades a Wikidata |
|        | Mas de la Fam              | Vilanova i la Geltrú                    | masia        | Estat: ruïnós                                                     | 41° 15′ 59″ N, 1° 42′ 03″ E / 41.2663340637714°N,1.70096627089533°E 192 msnm                       |                                | Mas de la Fam                          | Modifica les dades a Wikidata |
|        | Mas de la Monja            | Vilanova i la Geltrú                    | masia        |                                                                   | 41° 14′ 30″ N, 1° 43′ 27″ E / 41.2415801117157°N,1.72421415973924°E                                |                                |                                        | Modifica les dades a Wikidata |
|        | Mas de la Por              | Vilanova i la Geltrú                    | masia        |                                                                   | 41° 14′ 26″ N, 1° 43′ 27″ E / 41.240633992433°N,1.72418482794349°E                                 |                                |                                        | Modifica les dades a Wikidata |
|        | Mas del Notari             | Vilanova i la Geltrú                    | masia        | Estil: arquitectura eclèctica                                     | 41° 14′ 50″ N, 1° 43′ 14″ E / 41.24719°N,1.720466°E                                                | bé cultural d'interès local    | Mas del Notari                         | Modifica les dades a Wikidata |
|        | Mas del Padroell           | Vilanova i la Geltrú                    | masia        |                                                                   | 41° 14′ 49″ N, 1° 42′ 32″ E / 41.247024°N,1.708784°E                                               | bé cultural d'interès local    |                                        | Modifica les dades a Wikidata |
|        | Masia Nova                 | Vilanova i la Geltrú                    | masia        |                                                                   | 41° 13′ 55″ N, 1° 44′ 29″ E / 41.2319963515276°N,1.74142740167072°E                                |                                | Masia Nova                             | Modifica les dades a Wikidata |
|        | Masia d'en Barreres        | Vilanova i la Geltrú                    | masia        |                                                                   | 41° 14′ 26″ N, 1° 43′ 35″ E / 41.2406855800941°N,1.72640345834567°E                                |                                |                                        | Modifica les dades a Wikidata |
|        | Masia d'en Frederic        | Vilanova i la Geltrú                    | masia        |                                                                   | 41° 14′ 35″ N, 1° 43′ 15″ E / 41.2431637875383°N,1.72081797695576°E                                |                                |                                        | Modifica les dades a Wikidata |
|        | Masia d'en Galzeran        | Vilanova i la Geltrú                    | masia        |                                                                   | 41° 15′ 10″ N, 1° 43′ 15″ E / 41.2528118350338°N,1.72090428124608°E                                |                                |                                        | Modifica les dades a Wikidata |
|        | Masia de Can Cabanyes      | Vilanova i la Geltrú                    | masia        | Estil: neoclassicisme                                             | 41° 14′ 26″ N, 1° 42′ 55″ E / 41.24062°N,1.71535°E ca:Carrer de la Masia d'en Cabanyes             | bé cultural d'interès nacional | Masia de Can Cabanyes                  | Modifica les dades a Wikidata |
|        | Masia de Can Xicarró       | Vilanova i la Geltrú                    | masia        |                                                                   | 41° 14′ 08″ N, 1° 42′ 38″ E / 41.23552°N,1.710515°E                                                | bé cultural d'interès local    | Masia de Can Xicarró                   | Modifica les dades a Wikidata |
|        | Masia de Carro             | Vilanova i la Geltrú                    | masia        | Estil: arquitectura popular                                       | 41° 14′ 19″ N, 1° 44′ 13″ E / 41.2387°N,1.73698°E ca:Carretera de Sant Pere de Ribes               | bé cultural d'interès local    | Masia de Carro                         | Modifica les dades a Wikidata |
|        | Masia de Santa Magdalena   | Vilanova i la Geltrú                    | masia        |                                                                   | 41° 14′ 39″ N, 1° 43′ 55″ E / 41.244056°N,1.731844°E 55 msnm                                       | bé cultural d'interès local    | Masia de Santa Magdalena               | Modifica les dades a Wikidata |
|        | Masia de l'Alonso          | Vilanova i la Geltrú                    | masia        |                                                                   | 41° 14′ 59″ N, 1° 43′ 33″ E / 41.2498211383671°N,1.72576056319426°E                                |                                |                                        | Modifica les dades a Wikidata |
|        | Masia del Pau de l'Hostal  | Vilanova i la Geltrú                    | masia        |                                                                   | 41° 13′ 33″ N, 1° 42′ 16″ E / 41.2258666749406°N,1.70447591074163°E                                |                                |                                        | Modifica les dades a Wikidata |
|        | Masia dels Colls           | Sant Pere de Ribes Vilanova i la Geltrú | masia        | Estil: arquitectura popular 14th century                          | 41° 13′ 11″ N, 1° 45′ 03″ E / 41.219724°N,1.750716°E ca:Camí dels Colls 29 msnm                    | bé cultural d'interès local    | Casa del Mar (Sant Pere de Ribes)      | Modifica les dades a Wikidata |
|        | Masia dels Toros           | Vilanova i la Geltrú                    | masia        |                                                                   | 41° 14′ 21″ N, 1° 42′ 40″ E / 41.239145842501°N,1.7110752856956°E                                  |                                |                                        | Modifica les dades a Wikidata |
|        | Masia en Samà              | Vilanova i la Geltrú                    | masia        | 20th century                                                      | 41° 14′ 44″ N, 1° 43′ 36″ E / 41.245508°N,1.726769°E 74 msnm                                       | bé cultural d'interès local    | Masia en Samà                          | Modifica les dades a Wikidata |
|        | Sant Rafel                 | Vilanova i la Geltrú                    | masia        |                                                                   | 41° 13′ 48″ N, 1° 40′ 36″ E / 41.2300818537805°N,1.6767233942786°E                                 |                                |                                        | Modifica les dades a Wikidata |
|        | Sínia d'en Pupa            | Vilanova i la Geltrú                    | masia        |                                                                   | 41° 13′ 01″ N, 1° 42′ 59″ E / 41.2170458912231°N,1.71632869339689°E                                |                                |                                        | Modifica les dades a Wikidata |
|        | Sínia de Sant Gervasi      | Vilanova i la Geltrú                    | masia        |                                                                   | 41° 12′ 58″ N, 1° 43′ 03″ E / 41.216229068971°N,1.71739442260314°E                                 |                                |                                        | Modifica les dades a Wikidata |
|        | Sínia de Torre Escardó     | Vilanova i la Geltrú                    | masia        |                                                                   | 41° 12′ 58″ N, 1° 42′ 44″ E / 41.2162058485352°N,1.71208644641154°E                                |                                |                                        | Modifica les dades a Wikidata |
|        | Torre de l'Onclet          | Vilanova i la Geltrú                    | masia        |                                                                   | 41° 14′ 24″ N, 1° 43′ 44″ E / 41.240111°N,1.728995°E 41 msnm                                       | bé cultural d'interès local    | Torre de l'Onclet                      | Modifica les dades a Wikidata |
|        | Xalet de la Sal            | Vilanova i la Geltrú                    | masia casa   |                                                                   | 41° 13′ 08″ N, 1° 44′ 51″ E / 41.2188836842622°N,1.74742888953246°E                                |                                | Xalet de la Sal                        | Modifica les dades a Wikidata |
|        | el Maset                   | Vilanova i la Geltrú                    | masia        |                                                                   | 41° 15′ 19″ N, 1° 42′ 05″ E / 41.2551701926186°N,1.70145010001817°E                                |                                |                                        | Modifica les dades a Wikidata |
|        | el Pedroell                | Vilanova i la Geltrú                    | masia        |                                                                   | 41° 14′ 53″ N, 1° 42′ 27″ E / 41.248052846524°N,1.7075200704174°E                                  |                                |                                        | Modifica les dades a Wikidata |
|        | el Piulart                 | Vilanova i la Geltrú                    | masia        |                                                                   | 41° 13′ 56″ N, 1° 42′ 23″ E / 41.2321394803666°N,1.70639242424012°E                                |                                |                                        | Modifica les dades a Wikidata |
|        | el Racó de Santa Llúcia    | Vilanova i la Geltrú                    | masia        |                                                                   | 41° 12′ 45″ N, 1° 42′ 07″ E / 41.2126247229592°N,1.70200562624426°E                                |                                |                                        | Modifica les dades a Wikidata |
|        | la Bassa d'en Creixell     | Vilanova i la Geltrú                    | masia        |                                                                   | 41° 14′ 06″ N, 1° 42′ 13″ E / 41.2348816606754°N,1.70353423104353°E                                |                                |                                        | Modifica les dades a Wikidata |
|        | la Casa del Marmolista     | Vilanova i la Geltrú                    | masia        |                                                                   | 41° 15′ 44″ N, 1° 43′ 05″ E / 41.2622637796735°N,1.71793841638458°E                                |                                |                                        | Modifica les dades a Wikidata |
|        | la Pallissa                | Vilanova i la Geltrú                    | masia        |                                                                   | 41° 13′ 37″ N, 1° 42′ 55″ E / 41.2269054111901°N,1.71518137223199°E                                |                                |                                        | Modifica les dades a Wikidata |
|        | la Sínia Aparici           | Vilanova i la Geltrú                    | masia        |                                                                   | 41° 13′ 49″ N, 1° 42′ 55″ E / 41.2303115288607°N,1.7152936548476°E                                 |                                |                                        | Modifica les dades a Wikidata |
|        | la Sínia Martí             | Vilanova i la Geltrú                    | masia        |                                                                   | 41° 13′ 55″ N, 1° 43′ 20″ E / 41.2320193385415°N,1.72225232969215°E                                |                                |                                        | Modifica les dades a Wikidata |
|        | la Sínia del Giralt        | Vilanova i la Geltrú                    | masia        |                                                                   | 41° 13′ 49″ N, 1° 42′ 45″ E / 41.2301816859062°N,1.71253999816713°E                                |                                |                                        | Modifica les dades a Wikidata |
|        | la Torre Nova              | Vilanova i la Geltrú                    | masia        |                                                                   | 41° 15′ 30″ N, 1° 41′ 53″ E / 41.2583397630963°N,1.69816440138255°E                                |                                |                                        | Modifica les dades a Wikidata |
|        | les Mesquites              | Vilanova i la Geltrú                    | masia        | Estat: ruïnós                                                     | 41° 15′ 24″ N, 1° 41′ 15″ E / 41.256688°N,1.687431°E 170 msnm                                      |                                | Les Mesquites (Vilanova i la Geltrú)   | Modifica les dades a Wikidata |
|        | sínia d'Anton Colet        | Vilanova i la Geltrú                    | masia        |                                                                   | 41° 13′ 01″ N, 1° 43′ 09″ E / 41.21696347365971°N,1.719167232513428°E                              |                                |                                        | Modifica les dades a Wikidata |
|        | sínia de Poc-pa            | Vilanova i la Geltrú                    | masia        |                                                                   | 41° 13′ 03″ N, 1° 43′ 11″ E / 41.21760507077482°N,1.7196714878082278°E                             |                                |                                        | Modifica les dades a Wikidata |

## monument
| imatge | Nom                                                  | Ubicat a             | instància de | Detalls                                                                         | coordenades                                                                                         | Protecció                   | Commons (més fotos)                                            | Dades a WD                    |
| ------ | ---------------------------------------------------- | -------------------- | ------------ | ------------------------------------------------------------------------------- | --------------------------------------------------------------------------------------------------- | --------------------------- | -------------------------------------------------------------- | ----------------------------- |
|        | A Anselm Clavé                                       | Vilanova i la Geltrú | monument     | Creador: Gabriel Alabert i Bosque                                               | 41° 13′ 38″ N, 1° 43′ 30″ E / 41.227332°N,1.724966°E                                                |                             | A Anselm Clavé (Vilanova i la Geltrú)                          | Modifica les dades a Wikidata |
|        | Monument a Antoni Gaudí                              | Vilanova i la Geltrú | monument     | Creador: Salvador Aulèstia i Vàzquez 1969 Dedicat a: Antoni Gaudí i Cornet      | 41° 12′ 48″ N, 1° 43′ 36″ E / 41.21341666666667°N,1.7266666666666666°E Parc de Ribes Roges          |                             | Monument a Antoni Gaudí (Sitial Gaudí)                         | Modifica les dades a Wikidata |
|        | Monument a Eduard Toldrà                             | Vilanova i la Geltrú | monument     |                                                                                 | 41° 13′ 37″ N, 1° 43′ 41″ E / 41.226951599121094°N,1.7280670404434204°E ca:Verger del mestre Toldrà |                             | Monument a Eduard Toldrà                                       | Modifica les dades a Wikidata |
|        | Monument a Francesc Macià                            | Vilanova i la Geltrú | monument     | Creador: Josep Maria Subirachs i Sitjar 1983 Dedicat a: Francesc Macià i Llussà | 41° 12′ 57″ N, 1° 43′ 46″ E / 41.21575°N,1.7294444444444443°E                                       |                             | Monument a Francesc Macià (Vilanova i la Geltrú)               | Modifica les dades a Wikidata |
|        | Monument a Josep Tomàs Ventosa                       | Vilanova i la Geltrú | monument     |                                                                                 | 41° 13′ 27″ N, 1° 43′ 33″ E / 41.224166666667°N,1.7258333333333°E plaça de la Vila                  | bé cultural d'interès local | Monument a Josep Tomàs Ventosa                                 | Modifica les dades a Wikidata |
|        | Monument a les víctimes dels camps d’extermini nazis | Vilanova i la Geltrú | monument     | Creador: Andreu Alfaro Hernández 2001                                           | 41° 13′ 36″ N, 1° 43′ 37″ E / 41.22661111111111°N,1.727°E                                           |                             |                                                                | Modifica les dades a Wikidata |
|        | Monument al Pescador                                 | Vilanova i la Geltrú | monument     | Creador: Miquel Oslé i Sáenz de Medrano 1987                                    | 41° 12′ 56″ N, 1° 43′ 53″ E / 41.21552777777778°N,1.7313888888888889°E                              |                             |                                                                | Modifica les dades a Wikidata |
|        | Monument als Propulsors del Ferrocarril              | Vilanova i la Geltrú | monument     |                                                                                 | 41° 13′ 15″ N, 1° 43′ 50″ E / 41.220798°N,1.730495°E                                                | bé cultural d'interès local | Monument als Propulsors del Ferrocarril (Vilanova i la Geltrú) | Modifica les dades a Wikidata |
|        | Monument funerari a Víctor Balaguer                  | Vilanova i la Geltrú | monument     | Estil: historicisme arquitectònic                                               | 41° 13′ 55″ N, 1° 43′ 42″ E / 41.231995°N,1.72845°E ca:Cementiri de Vilanova i la Geltrú            | bé cultural d'interès local | Monument funerari a Víctor Balaguer                            | Modifica les dades a Wikidata |

## muntanya
| imatge | Nom                   | Ubicat a                                            | instància de | Detalls | coordenades                                                                        | Protecció | Commons (més fotos)                 | Dades a WD                    |
| ------ | --------------------- | --------------------------------------------------- | ------------ | ------- | ---------------------------------------------------------------------------------- | --------- | ----------------------------------- | ----------------------------- |
|        | Fita dels Tres Termes | Vilanova i la Geltrú Castellet i la Gornal Cubelles | muntanya     |         | 41° 14′ 40″ N, 1° 40′ 03″ E / 41.244411°N,1.667552°E 234 msnm                      |           | Fita dels Tres Termes               | Modifica les dades a Wikidata |
|        | Punt del Mitjotes     | Vilanova i la Geltrú                                | muntanya     |         | 41° 15′ 19″ N, 1° 41′ 44″ E / 41.255402777777775°N,1.6954305555555556°E 228.6 msnm |           | Punt del Mitjotes                   | Modifica les dades a Wikidata |
|        | Sant Gervasi          | Vilanova i la Geltrú                                | muntanya     |         | 41° 12′ 41″ N, 1° 42′ 38″ E / 41.21150277777778°N,1.7106416666666666°E 23.3 msnm   |           | Sant Gervasi (Vilanova i la Geltrú) | Modifica les dades a Wikidata |
|        | el Juí del Moro       | Vilanova i la Geltrú                                | muntanya     |         | 41° 13′ 19″ N, 1° 40′ 57″ E / 41.22186389°N,1.682625°E 84.4 msnm                   |           | El Juí del Moro                     | Modifica les dades a Wikidata |
|        | el Pi Torrat          | Vilanova i la Geltrú                                | muntanya     |         | 41° 13′ 57″ N, 1° 41′ 08″ E / 41.23255555555556°N,1.6855666666666669°E 126.1 msnm  |           |                                     | Modifica les dades a Wikidata |
|        | els Colls             | Vilanova i la Geltrú                                | muntanya     |         | 41° 13′ 12″ N, 1° 44′ 59″ E / 41.219986°N,1.749794°E 33 msnm                       |           | Els Colls (Vilanova i la Geltrú)    | Modifica les dades a Wikidata |
|        | la Muntanyeta         | Vilanova i la Geltrú                                | muntanya     |         | 41° 13′ 12″ N, 1° 44′ 45″ E / 41.22009722°N,1.74585833°E 39.5 msnm                 |           | La muntanyeta                       | Modifica les dades a Wikidata |
|        | la Talaia             | Vilanova i la Geltrú Castellet i la Gornal          | muntanya     |         | 41° 14′ 59″ N, 1° 40′ 15″ E / 41.24971667°N,1.67095556°E 269.1 msnm                |           | La Talaia (Castellet i la Gornal)   | Modifica les dades a Wikidata |

## nucli de població
| imatge | Nom                  | Ubicat a             | instància de      | Detalls | coordenades                                                         | Protecció                   | Commons (més fotos)            | Dades a WD                    |
| ------ | -------------------- | -------------------- | ----------------- | ------- | ------------------------------------------------------------------- | --------------------------- | ------------------------------ | ----------------------------- |
|        | Corral d'en Milà     | Vilanova i la Geltrú | nucli de població |         | 41° 13′ 53″ N, 1° 40′ 37″ E / 41.231490701561°N,1.6768239445979°E   |                             |                                | Modifica les dades a Wikidata |
|        | Corral d'en Roc      | Vilanova i la Geltrú | nucli de població |         | 41° 14′ 32″ N, 1° 40′ 40″ E / 41.242310856541°N,1.6777990445241°E   |                             |                                | Modifica les dades a Wikidata |
|        | Mas Tapet            | Vilanova i la Geltrú | nucli de població |         | 41° 14′ 45″ N, 1° 41′ 44″ E / 41.2458626774757°N,1.69563139022145°E |                             |                                | Modifica les dades a Wikidata |
|        | Mas d'en Puig        | Vilanova i la Geltrú | nucli de població |         | 41° 14′ 30″ N, 1° 42′ 15″ E / 41.241708781567°N,1.7040650214334°E   |                             |                                | Modifica les dades a Wikidata |
|        | Mas de l'Artís       | Vilanova i la Geltrú | nucli de població |         | 41° 15′ 48″ N, 1° 41′ 42″ E / 41.2633740454434°N,1.6949009374758°E  |                             |                                | Modifica les dades a Wikidata |
|        | Masia Xicarró        | Vilanova i la Geltrú | nucli de població |         | 41° 14′ 06″ N, 1° 42′ 31″ E / 41.2348922776094°N,1.70848598751834°E |                             |                                | Modifica les dades a Wikidata |
|        | Racó de Santa Llúcia | Vilanova i la Geltrú | nucli de població |         | 41° 12′ 36″ N, 1° 42′ 16″ E / 41.2099149572048°N,1.70454019665561°E |                             |                                | Modifica les dades a Wikidata |
|        | el Tacó              | Vilanova i la Geltrú | nucli de població |         | 41° 14′ 05″ N, 1° 43′ 40″ E / 41.23478°N,1.72777°E                  |                             | El Tacó (Vilanova i la Geltrú) | Modifica les dades a Wikidata |
|        | l'Aragai             | Vilanova i la Geltrú | nucli de població |         | 41° 13′ 06″ N, 1° 42′ 24″ E / 41.2184245095921°N,1.70671045140966°E |                             |                                | Modifica les dades a Wikidata |
|        | la Collada           | Vilanova i la Geltrú | nucli de població |         | 41° 13′ 21″ N, 1° 41′ 07″ E / 41.222580950857°N,1.6853546384235°E   |                             |                                | Modifica les dades a Wikidata |
|        | la Geltrú            | Vilanova i la Geltrú | nucli de població |         | 41° 13′ 35″ N, 1° 43′ 42″ E / 41.226311°N,1.728437°E                | bé cultural d'interès local | Nucli de la Geltrú             | Modifica les dades a Wikidata |

## parc
| imatge | Nom                          | Ubicat a             | instància de | Detalls | coordenades                                                            | Protecció                   | Commons (més fotos)                       | Dades a WD                    |
| ------ | ---------------------------- | -------------------- | ------------ | ------- | ---------------------------------------------------------------------- | --------------------------- | ----------------------------------------- | ----------------------------- |
|        | Parc de Baix a Mar           | Vilanova i la Geltrú | parc         |         | 41° 13′ 04″ N, 1° 43′ 37″ E / 41.21769444444445°N,1.727°E              |                             | Parc de Baixamar (Vilanova i la Geltrú)   | Modifica les dades a Wikidata |
|        | Parc de Ribes Roges          | Vilanova i la Geltrú | parc         |         | 41° 12′ 51″ N, 1° 43′ 36″ E / 41.214083333333335°N,1.726638888888889°E |                             | Parc de Ribes Roges                       | Modifica les dades a Wikidata |
|        | Parc de la Quadra d'Enveja   | Vilanova i la Geltrú | parc         |         | 41° 13′ 27″ N, 1° 42′ 45″ E / 41.22418°N,1.71239°E 27 msnm             |                             | Parc de la Quadra d'Enveja                | Modifica les dades a Wikidata |
|        | Parc de la Sardana           | Vilanova i la Geltrú | parc         |         | 41° 13′ 04″ N, 1° 43′ 19″ E / 41.2179°N,1.72205°E                      |                             | Parc de la Sardana (Vilanova i la Geltrú) | Modifica les dades a Wikidata |
|        | Parc municipal Gumà i Ferran | Vilanova i la Geltrú | parc edifici |         | 41° 13′ 07″ N, 1° 43′ 29″ E / 41.2186541°N,1.7246816°E                 | bé cultural d'interès local | Parc municipal Gumà i Ferran              | Modifica les dades a Wikidata |

## pedrera
| imatge | Nom                                   | Ubicat a             | instància de | Detalls | coordenades                                                         | Protecció | Commons (més fotos) | Dades a WD                    |
| ------ | ------------------------------------- | -------------------- | ------------ | ------- | ------------------------------------------------------------------- | --------- | ------------------- | ----------------------------- |
|        | pedrera Griffi                        | Vilanova i la Geltrú | pedrera      |         | 41° 15′ 09″ N, 1° 42′ 38″ E / 41.2524168430501°N,1.71052797586279°E |           |                     | Modifica les dades a Wikidata |
|        | pedrera Materiales Hidráulicos Griffi | Vilanova i la Geltrú | pedrera      |         | 41° 14′ 57″ N, 1° 42′ 53″ E / 41.249274509913°N,1.71467156525909°E  |           |                     | Modifica les dades a Wikidata |
|        | pedrera Roca                          | Vilanova i la Geltrú | pedrera      |         | 41° 15′ 21″ N, 1° 43′ 23″ E / 41.2558538792871°N,1.72311282193735°E |           |                     | Modifica les dades a Wikidata |

## platja
| imatge | Nom                         | Ubicat a             | instància de                                | Detalls                | coordenades                                                             | Protecció | Commons (més fotos)              | Dades a WD                    |
| ------ | --------------------------- | -------------------- | ------------------------------------------- | ---------------------- | ----------------------------------------------------------------------- | --------- | -------------------------------- | ----------------------------- |
|        | platja d'Adarró             | Vilanova i la Geltrú | platja platja d'arena daurada platja urbana | Llarg: 477m Ample: 56m | 41° 12′ 42″ N, 1° 43′ 02″ E / 41.211699999849°N,1.7172000000879°E       |           | Platja d'Adarró                  | Modifica les dades a Wikidata |
|        | platja de Ribes Roges       | Vilanova i la Geltrú | platja                                      |                        | 41° 12′ 43″ N, 1° 43′ 22″ E / 41.21182°N,1.72266°E                      |           | Platja de Ribes Roges            | Modifica les dades a Wikidata |
|        | platja de Sant Cristòfol    | Vilanova i la Geltrú | platja                                      |                        | 41° 13′ 00″ N, 1° 44′ 25″ E / 41.216539774001326°N,1.7402708530426028°E |           | Platja del Far de Sant Cristòfol | Modifica les dades a Wikidata |
|        | platja de Sant Gervasi      | Vilanova i la Geltrú | platja                                      | Llarg: 210m Ample: 40m | 41° 12′ 36″ N, 1° 42′ 41″ E / 41.210083°N,1.711417°E                    |           | Platja de Sant Gervasi           | Modifica les dades a Wikidata |
|        | platja de l'Aiguadolç       | Vilanova i la Geltrú | platja platja nudista                       | Llarg: 150m Ample: 30m | 41° 12′ 33″ N, 1° 42′ 36″ E / 41.20922047198962°N,1.71003091513305°E    |           | Platja de l'Aiguadolç            | Modifica les dades a Wikidata |
|        | platja de la República      | Vilanova i la Geltrú | platja                                      | Llarg: 100m Ample: 50m | 41° 12′ 38″ N, 1° 42′ 49″ E / 41.21065335742211°N,1.7136972875929926°E  |           | Platja de la República           | Modifica les dades a Wikidata |
|        | platja del Prat de Vilanova | Vilanova i la Geltrú | platja                                      |                        | 41° 12′ 12″ N, 1° 41′ 07″ E / 41.203443759063816°N,1.6852241536944754°E |           |                                  | Modifica les dades a Wikidata |
|        | platja dels Colls           | Vilanova i la Geltrú | platja                                      | Llarg: 17m Ample: 11m  | 41° 13′ 07″ N, 1° 44′ 53″ E / 41.21873315599082°N,1.7480370784088866°E  |           | Platja dels Colls                | Modifica les dades a Wikidata |

## plaça
| imatge | Nom                                    | Ubicat a             | instància de | Detalls      | coordenades                                                                        | Protecció                   | Commons (més fotos)                         | Dades a WD                    |
| ------ | -------------------------------------- | -------------------- | ------------ | ------------ | ---------------------------------------------------------------------------------- | --------------------------- | ------------------------------------------- | ----------------------------- |
|        | Rotonda dels Tallers dels Ferrocarrils | Vilanova i la Geltrú | plaça        |              | 41° 13′ 18″ N, 1° 43′ 54″ E / 41.221666666667°N,1.7316666666667°E                  | bé cultural d'interès local | Rotonda dels Tallers dels Ferrocarrils      | Modifica les dades a Wikidata |
|        | plaça de Miró de Montgròs              | Vilanova i la Geltrú | plaça        |              | 41° 13′ 30″ N, 1° 43′ 37″ E / 41.225007°N,1.726955°E                               | bé cultural d'interès local | Plaça de Miró de Montgròs                   | Modifica les dades a Wikidata |
|        | plaça de Sant Antoni                   | Vilanova i la Geltrú | plaça        | 14th century | 41° 13′ 37″ N, 1° 43′ 25″ E / 41.226876°N,1.723575°E ca:Pl. de Sant Antoni 21 msnm | bé cultural d'interès local | Plaça de Sant Antoni (Vilanova i la Geltrú) | Modifica les dades a Wikidata |
|        | plaça de Soler i Gustems               | Vilanova i la Geltrú | plaça        |              | 41° 13′ 24″ N, 1° 43′ 37″ E / 41.223236°N,1.726965°E 14 msnm                       | bé cultural d'interès local | Plaça de Soler i Gustems                    | Modifica les dades a Wikidata |
|        | plaça de l'Assumpció                   | Vilanova i la Geltrú | plaça        |              | 41° 13′ 36″ N, 1° 43′ 41″ E / 41.226666666667°N,1.7280555555556°E                  | bé cultural d'interès local | Plaça de l'Assumpció                        | Modifica les dades a Wikidata |
|        | plaça de la Vila                       | Vilanova i la Geltrú | plaça        |              | 41° 13′ 27″ N, 1° 43′ 33″ E / 41.2243°N,1.72589°E ca:Plaça de la Vila              | bé cultural d'interès local | Plaça de la Vila (Vilanova i la Geltrú)     | Modifica les dades a Wikidata |
|        | plaça de les Cols                      | Vilanova i la Geltrú | plaça        |              | 41° 13′ 35″ N, 1° 43′ 32″ E / 41.226483°N,1.725578°E ca:Plaça de les Cols          | bé cultural d'interès local | Plaça de les Cols                           | Modifica les dades a Wikidata |
|        | plaça dels Cotxes                      | Vilanova i la Geltrú | plaça        |              | 41° 13′ 30″ N, 1° 43′ 34″ E / 41.224918°N,1.726127°E                               | bé cultural d'interès local | Plaça dels Cotxes (Vilanova i la Geltrú)    | Modifica les dades a Wikidata |
|        | plaça dels Josepets                    | Vilanova i la Geltrú | plaça        | 19th century | 41° 13′ 44″ N, 1° 43′ 23″ E / 41.228806°N,1.722947°E 27 msnm                       | bé cultural d'interès local | Plaça dels Josepets                         | Modifica les dades a Wikidata |
|        | plaça dels Lledoners                   | Vilanova i la Geltrú | plaça        |              | 41° 13′ 32″ N, 1° 43′ 42″ E / 41.225651°N,1.728237°E 19 msnm                       | bé cultural d'interès local | Plaça dels Lledoners (Vilanova i la Geltrú) | Modifica les dades a Wikidata |

## polígon industrial
| imatge | Nom                                           | Ubicat a             | instància de       | Detalls | coordenades                                                         | Protecció | Commons (més fotos) | Dades a WD                    |
| ------ | --------------------------------------------- | -------------------- | ------------------ | ------- | ------------------------------------------------------------------- | --------- | ------------------- | ----------------------------- |
|        | Polígon industrial La Bòbila                  | Vilanova i la Geltrú | polígon industrial |         | 41° 13′ 33″ N, 1° 44′ 08″ E / 41.2257162865201°N,1.73551085995154°E |           |                     | Modifica les dades a Wikidata |
|        | Polígon industrial La Pastera                 | Vilanova i la Geltrú | polígon industrial |         | 41° 14′ 01″ N, 1° 43′ 20″ E / 41.2337137201807°N,1.72233865427098°E |           |                     | Modifica les dades a Wikidata |
|        | Polígon industrial Les Roquetes               | Vilanova i la Geltrú | polígon industrial |         | 41° 13′ 44″ N, 1° 44′ 14″ E / 41.2288965279693°N,1.73720349181885°E |           |                     | Modifica les dades a Wikidata |
|        | Polígon industrial Masia d'en Barreres I      | Vilanova i la Geltrú | polígon industrial |         | 41° 14′ 27″ N, 1° 43′ 37″ E / 41.2407270124313°N,1.72689192830315°E |           |                     | Modifica les dades a Wikidata |
|        | Polígon industrial Masia d'en Barreres II     | Vilanova i la Geltrú | polígon industrial |         | 41° 14′ 19″ N, 1° 43′ 45″ E / 41.2386895023302°N,1.72917490568496°E |           |                     | Modifica les dades a Wikidata |
|        | Polígon industrial Masia d'en Frederic        | Vilanova i la Geltrú | polígon industrial |         | 41° 14′ 39″ N, 1° 43′ 15″ E / 41.2441640722059°N,1.72085813804391°E |           |                     | Modifica les dades a Wikidata |
|        | Polígon industrial Masia del Notari           | Vilanova i la Geltrú | polígon industrial |         | 41° 14′ 55″ N, 1° 43′ 16″ E / 41.2485447723755°N,1.72113073725214°E |           |                     | Modifica les dades a Wikidata |
|        | Polígon industrial Masia del Notari - Pirelli | Vilanova i la Geltrú | polígon industrial |         | 41° 14′ 53″ N, 1° 43′ 05″ E / 41.2481681872701°N,1.71804694924099°E |           |                     | Modifica les dades a Wikidata |
|        | Polígon industrial Plana Mas d'en Puig        | Vilanova i la Geltrú | polígon industrial |         | 41° 14′ 17″ N, 1° 42′ 25″ E / 41.2381190178387°N,1.70706209478033°E |           |                     | Modifica les dades a Wikidata |
|        | Polígon industrial Sector Marquès             | Vilanova i la Geltrú | polígon industrial |         | 41° 14′ 49″ N, 1° 43′ 26″ E / 41.2468634993396°N,1.72384881843729°E |           |                     | Modifica les dades a Wikidata |
|        | Polígon industrial Sínia de les Vaques        | Vilanova i la Geltrú | polígon industrial |         | 41° 13′ 09″ N, 1° 44′ 07″ E / 41.219065107849°N,1.73518566625195°E  |           |                     | Modifica les dades a Wikidata |
|        | Polígon industrial Torrent de Santa Magdalena | Vilanova i la Geltrú | polígon industrial |         | 41° 14′ 00″ N, 1° 44′ 30″ E / 41.2332427881138°N,1.74173759293998°E |           |                     | Modifica les dades a Wikidata |

## pont
| imatge | Nom                                              | Ubicat a             | instància de | Detalls | coordenades                                                        | Protecció | Commons (més fotos) | Dades a WD                    |
| ------ | ------------------------------------------------ | -------------------- | ------------ | ------- | ------------------------------------------------------------------ | --------- | ------------------- | ----------------------------- |
|        | Pont de la Piera                                 | Vilanova i la Geltrú | pont         |         | 41° 14′ 11″ N, 1° 43′ 54″ E / 41.2363757925018°N,1.7317375335624°E |           |                     | Modifica les dades a Wikidata |
|        | Pont de senyals de l'estació de Barcelona-França | Vilanova i la Geltrú | pont         |         | 41° 13′ 13″ N, 1° 43′ 50″ E / 41.2203°N,1.73065°E                  |           |                     | Modifica les dades a Wikidata |

## serra
| imatge | Nom                | Ubicat a                                             | instància de | Detalls | coordenades                                                            | Protecció | Commons (més fotos) | Dades a WD                    |
| ------ | ------------------ | ---------------------------------------------------- | ------------ | ------- | ---------------------------------------------------------------------- | --------- | ------------------- | ----------------------------- |
|        | serra de Bonaire   | Castellet i la Gornal Vilanova i la Geltrú           | serra        |         | 41° 15′ 26″ N, 1° 40′ 26″ E / 41.25722222°N,1.67388611°E 301.8 msnm    |           | Serra de Bonaire    | Modifica les dades a Wikidata |
|        | serra del Teixidor | Canyelles Castellet i la Gornal Vilanova i la Geltrú | serra        |         | 41° 16′ 17″ N, 1° 41′ 26″ E / 41.27151707745521°N,1.6905212402343752°E |           | Serra del Teixidor  | Modifica les dades a Wikidata |

## torre de defensa
| imatge | Nom                           | Ubicat a             | instància de     | Detalls                     | coordenades                                                                                                  | Protecció                                            | Commons (més fotos)           | Dades a WD                    |
| ------ | ----------------------------- | -------------------- | ---------------- | --------------------------- | --- | ---------------------------------------------------- | ----------------------------- | ----------------------------- |
|        | Torre Blava                   | Vilanova i la Geltrú | torre de defensa | Estil: arquitectura popular | 41° 12′ 52″ N, 1° 43′ 31″ E / 41.2145°N,1.72523°E                                                            | bé d'interès cultural bé cultural d'interès nacional | Torre Blava                   | Modifica les dades a Wikidata |
|        | Torre d'en Garrell            | Vilanova i la Geltrú | torre de defensa | Estil: arquitectura popular | 41° 13′ 50″ N, 1° 43′ 13″ E / 41.2305°N,1.7204°E ca:Camí dels Esbarjos / Torrent de la Pastera               | bé cultural d'interès local                          | Torre d'en Garrell            | Modifica les dades a Wikidata |
|        | Torre d'en Plats i Olles      | Vilanova i la Geltrú | torre de defensa |                             | 41° 13′ 51″ N, 1° 43′ 44″ E / 41.230833333333°N,1.7288888888889°E ca:Ronda Ibèrica / Rambla de Sant Jordi    | bé cultural d'interès local                          | Torre d'en Plats i Olles      | Modifica les dades a Wikidata |
|        | Torre d'en Vallès             | Vilanova i la Geltrú | torre de defensa | 19th century                | 41° 13′ 19″ N, 1° 41′ 52″ E / 41.221944°N,1.697778°E ca:Av. de la Torre d'en Vallès - av. Sis Camins 73 msnm | bé cultural d'interès local                          | Torre d'en Vallès             | Modifica les dades a Wikidata |
|        | Torre de Solicrup             | Vilanova i la Geltrú | torre de defensa | Estil: arquitectura popular | 41° 13′ 29″ N, 1° 44′ 32″ E / 41.2247°N,1.742277°E                                                           | bé d'interès cultural bé cultural d'interès nacional | Torre Solicrup                | Modifica les dades a Wikidata |
|        | Torre de l'Hort de l'Hospital | Vilanova i la Geltrú | torre de defensa | Estil: arquitectura popular | 41° 13′ 46″ N, 1° 43′ 21″ E / 41.229444444444°N,1.7225°E                                                     | bé cultural d'interès local                          | Torre de l'Hort de l'Hospital | Modifica les dades a Wikidata |
|        | Torres dels Dos Molins        | Vilanova i la Geltrú | torre de defensa | Estil: arquitectura popular | 41° 12′ 50″ N, 1° 42′ 03″ E / 41.213888888889°N,1.7008333333333°E                                            | bé cultural d'interès local                          | Torres dels Dos Molins        | Modifica les dades a Wikidata |

## torre de sentinella
| imatge | Nom                                   | Ubicat a             | instància de        | Detalls                      | coordenades                                                                      | Protecció                                            | Commons (més fotos)                   | Dades a WD                    |
| ------ | ------------------------------------- | -------------------- | ------------------- | ---------------------------- | -------------------------------------------------------------------------------- | ---------------------------------------------------- | ------------------------------------- | ----------------------------- |
|        | Torre Quadrada del Mas de l'Esquerrer | Vilanova i la Geltrú | torre de sentinella |                              | 41° 12′ 34″ N, 1° 41′ 28″ E / 41.209513°N,1.691017°E                             | bé d'interès cultural bé cultural d'interès nacional | Torre Quadrada del Mas de l'Esquerrer | Modifica les dades a Wikidata |
|        | Torre d'Enveja                        | Vilanova i la Geltrú | torre de sentinella | Estil: arquitectura romànica | 41° 13′ 29″ N, 1° 42′ 48″ E / 41.2247°N,1.71333°E ca:Carrer de la Torre d'Enveja | bé d'interès cultural bé cultural d'interès nacional | Torre d'Enveja                        | Modifica les dades a Wikidata |

## Misc
| imatge | Nom                                       | Ubicat a | instància de                                                                                    | Detalls                                                                 | coordenades | Protecció                                  | Commons (més fotos)                                              | Dades a WD                    |
| ------ | ----------------------------------------- | --- | ----------------------------------------------------------------------------------------------- | ----------------------------------------------------------------------- | --- | ------------------------------------------ | ---------------------------------------------------------------- | ----------------------------- |
|        | Ajuntament de Vilanova i la Geltrú        | Vilanova i la Geltrú | casa consistorial                                                                               |                                                                         | 41° 13′ 27″ N, 1° 43′ 34″ E / 41.224161°N,1.726045°E                                                                                        | bé cultural d'interès local                | Ajuntament de Vilanova i la Geltrú                               | Modifica les dades a Wikidata |
|        | Cabana agrícola                           | Vilanova i la Geltrú | cabana de volta                                                                                 | Estil: arquitectura popular                                             | | bé integrant del patrimoni cultural català | Cabana agrícola                                                  | Modifica les dades a Wikidata |
|        | Casa Rectoral de Santa Maria de la Geltrú | Vilanova i la Geltrú | rectoria                                                                                        |                                                                         | 41° 13′ 35″ N, 1° 43′ 40″ E / 41.226388888889°N,1.7277777777778°E                                                                           | bé cultural d'interès local                | Casa Rectoral de Santa Maria de la Geltrú (Vilanova i la Geltrú) | Modifica les dades a Wikidata |
|        | Colls i Miralpeix                         | Vilanova i la Geltrú Sant Pere de Ribes Sitges                                                                              | espai d'interès natural                                                                         | 2006 Superfície: 379ha                                                  | 41° 13′ 29″ N, 1° 45′ 52″ E / 41.22459699524974°N,1.7643077761464836°E                                                                      |                                            | Colls i Miralpeix                                                | Modifica les dades a Wikidata |
|        | Darró                                     | Vilanova i la Geltrú | jaciment arqueològic                                                                            |                                                                         | 41° 12′ 45″ N, 1° 42′ 55″ E / 41.212386°N,1.715244°E                                                                                        | bé integrant del patrimoni cultural català |                                                                  | Modifica les dades a Wikidata |
|        | Eixample Central                          | Vilanova i la Geltrú | conjunt urbà                                                                                    |                                                                         | 41° 13′ 27″ N, 1° 43′ 33″ E / 41.224304°N,1.725836°E ca:Rbla. dels Josepets - c. de Sant Magí - c. de l'Aigua - c. de Sant Francesc 17 msnm | bé cultural d'interès local                | Eixample Central (Vilanova i la Geltrú)                          | Modifica les dades a Wikidata |
|        | Eixample Gumà                             | Vilanova i la Geltrú | conjunt d'edificis                                                                              |                                                                         | 41° 13′ 16″ N, 1° 43′ 35″ E / 41.220982°N,1.726516°E ca:Entre Rambla Samà i el carrer Llibertat, centrat en la plaça Gumà.                  | bé integrant del patrimoni cultural català | Eixample Gumà                                                    | Modifica les dades a Wikidata |
|        | Estació de Vilanova i la Geltrú           | Vilanova i la Geltrú | estació de ferrocarril                                                                          | 1881                                                                    | 41° 13′ 13″ N, 1° 43′ 51″ E / 41.22027777777778°N,1.7307777777777775°E                                                                      | bé cultural d'interès local                | Vilanova i la Geltrú train station                               | Modifica les dades a Wikidata |
|        | Far de Sant Cristòfol                     | Vilanova i la Geltrú | far                                                                                             | 1905 Alt: 21m                                                           | 41° 13′ 01″ N, 1° 44′ 14″ E / 41.21696°N,1.73726°E                                                                                          | bé cultural d'interès local                | Far de Sant Cristòfol (Vilanova i la Geltrú)                     | Modifica les dades a Wikidata |
|        | Monument funerari Família Ortoll Junqué   | Vilanova i la Geltrú | mausoleu                                                                                        |                                                                         | 41° 13′ 55″ N, 1° 43′ 42″ E / 41.231944444444°N,1.7283333333333°E                                                                           | bé cultural d'interès local                | Monument funerari Família Ortoll Junqué                          | Modifica les dades a Wikidata |
|        | Museu del Ferrocarril de Catalunya        | Vilanova i la Geltrú | museu del ferrocarril                                                                           | 1990                                                                    | 41° 13′ 13″ N, 1° 43′ 50″ E / 41.22027778°N,1.73055556°E                                                                                    |                                            | Museu del Ferrocarril de Catalunya                               | Modifica les dades a Wikidata |
|        | Parc Gumà i Ferran                        | Vilanova i la Geltrú | jardí públic                                                                                    |                                                                         | 41° 13′ 25″ N, 1° 43′ 18″ E / 41.22372055053711°N,1.721709966659546°E ca:Rambla Samà                                                        |                                            |                                                                  | Modifica les dades a Wikidata |
|        | Parc de Garraf                            | Avinyonet del Penedès Begues Castelldefels Gavà Olesa de Bonesvalls Olivella Sant Pere de Ribes Sitges Vilanova i la Geltrú | parc natural àrea protegida Pla d'Espais d'Interès Natural                                      | 1988 1992 Superfície: 12377 14820.37671ha                               | 41° 17′ 29″ N, 1° 52′ 30″ E / 41.2914°N,1.87502°E                                                                                           |                                            | Parc del Garraf                                                  | Modifica les dades a Wikidata |
|        | Pasífae                                   | Vilanova i la Geltrú | obra escultòrica                                                                                | Creador: Òscar Estruga i Andreu 1988 Ample: 550cm Alt: 320cm            | 41° 12′ 36″ N, 1° 43′ 07″ E / 41.20998°N,1.71852°E Vilanova i la Geltrú                                                                     |                                            | Pasífae (Òscar Estruga)                                          | Modifica les dades a Wikidata |
|        | Port de Vilanova i la Geltrú              | Vilanova i la Geltrú | refugi marítim                                                                                  |                                                                         | 41° 12′ 52″ N, 1° 43′ 55″ E / 41.214444444444°N,1.7319444444444°E                                                                           |                                            | Port of Vilanova i la Geltrú                                     | Modifica les dades a Wikidata |
|        | Portal d'en Nin                           | Vilanova i la Geltrú | porta de ciutat                                                                                 | Estil: arquitectura popular                                             | 41° 13′ 38″ N, 1° 43′ 35″ E / 41.227147°N,1.726288°E ca:Sant Antoni                                                                         | bé cultural d'interès local                | Muralla de Vilanova i la Geltrú                                  | Modifica les dades a Wikidata |
|        | Pòsit Nou                                 | Vilanova i la Geltrú | edifici industrial                                                                              | Estil: noucentisme                                                      | 41° 13′ 00″ N, 1° 43′ 58″ E / 41.216644287109375°N,1.7328360080718994°E ca:Passeig Marítim, 63                                              |                                            |                                                                  | Modifica les dades a Wikidata |
|        | Ruïnes del Molí de Mar                    | Vilanova i la Geltrú | estructura arquitectònica                                                                       |                                                                         | 41° 13′ 00″ N, 1° 44′ 15″ E / 41.216644287109375°N,1.737612009048462°E ca:Platja de Sant Cristòfol                                          |                                            |                                                                  | Modifica les dades a Wikidata |
|        | Sant Gervasi                              | Vilanova i la Geltrú | vèrtex geodèsic                                                                                 |                                                                         | 41° 12′ 41″ N, 1° 42′ 38″ E / 41.2115°N,1.710641°E 28.848 msnm                                                                              |                                            |                                                                  | Modifica les dades a Wikidata |
|        | Vilanova i la Geltrú                      | Vilanova i la Geltrú | entitat singular de població ciutat portuària capital municipal ens local històric de Catalunya | 70293 hab                                                               | 41° 13′ 26″ N, 1° 43′ 30″ E / 41.22392°N,1.72511°E 25 msnm                                                                                  |                                            |                                                                  | Modifica les dades a Wikidata |
|        | búnquer de Punta Mabrera                  | Vilanova i la Geltrú | búnquer                                                                                         | 1937                                                                    | 41° 13′ 05″ N, 1° 44′ 35″ E / 41.21813771265528°N,1.7431247234344485°E punta Mabrera                                                        |                                            | Búnquer de Punta Mabrera                                         | Modifica les dades a Wikidata |
|        | castell de la Geltrú                      | Vilanova i la Geltrú | castell estructura arquitectònica                                                               | Estil: arquitectura gòtica                                              | 41° 13′ 37″ N, 1° 43′ 40″ E / 41.22685°N,1.727778°E ca:Plaça de Font i Gumà                                                                 | bé cultural d'interès nacional             | Castell de la Geltrú                                             | Modifica les dades a Wikidata |
|        | cementiri de Vilanova i la Geltrú         | Vilanova i la Geltrú | cementiri                                                                                       | Estil: arquitectura neoclàssica                                         | 41° 13′ 55″ N, 1° 43′ 41″ E / 41.231993°N,1.728077°E ca:Avinguda de Vilafranca                                                              | bé cultural d'interès local                | Cementiri de Vilanova i la Geltrú                                | Modifica les dades a Wikidata |
|        | mar Mediterrània                          | | mar interior mar mediterrani conca hidrogràfica                                                 | Superfície: 2500000km² Profunditat: 5267 1541m Volum: 3839000km³        | 38° N, 17° E / 38°N,17°E 0 msnm |                                            | Mediterranean Sea                                                | Modifica les dades a Wikidata |
|        | molí de l'Escardó                         | Vilanova i la Geltrú | molí de vent                                                                                    | 17th century                                                            | 41° 12′ 58″ N, 1° 43′ 00″ E / 41.21598694270128°N,1.716544032096863°E                                                                       |                                            |                                                                  | Modifica les dades a Wikidata |
|        | pi Gros de Vilanova i la Geltrú           | Vilanova i la Geltrú | arbre singular                                                                                  | Taxon: pi pinyer (Pinus pinea) Ample: 25.3m Alt: 18.5m Perímetre: 3.88m | 41° 14′ 35″ N, 1° 42′ 55″ E / 41.24309°N,1.71516°E ca:Torrent del Padroell, camí de la Parellada 63 msnm                                    | arbre monumental                           | Pi Gros de Vilanova i la Geltrú                                  | Modifica les dades a Wikidata |